# Torneo del Interior 2008
El Torneo del Interior 2008 fue la cuarta temporada de este torneo. Otorgó tres ascensos directos al Torneo Argentino B 2008/09 y la posibilidad de tres más mediante la promoción.
En ella participaron doscientos cincuenta y dos (252) clubes indirectamente afiliados a la A.F.A.; de los cuales, Sportivo Del Bono, Huracán de Comodoro Rivadavia, Atlético Concepción y Unión de Mar del Plata lograron el ascenso, los tres primeros por haber sido campeones, mientras que el cuarto, mediante la promoción.

## Sistema de disputa
Primera fase
Fase de grupos: Los 252 equipos se dividieron en 67 grupos de 3 (16 grupos) y 4 (51 grupos) equipos cada una, dependiendo de su cercanía geográfica; donde se enfrentaron entre ellos a partidos de ida y vuelta. Clasificaron a la segunda fase los primeros de cada grupo, los segundos de cada grupo con cuatro equipos y los diez (10) mejores segundos de los grupos de tres equipos, totalizando 128 equipos.

Segunda fase
Fase eliminatoria: Se disputa en siete fases, por el sistema de eliminación directa a doble partido.
- 1.ª fase: la disputan los 128 equipos provenientes de la etapa de clasificación. Se dividen en ocho (8) llaves según la cercanía geográfica de cada equipo, totalizando dieciséis (16) equipos por llave.
- 2.ª fase: la disputan los 64 equipos provenientes de la 1.ª fase, siguiendo en la llave correspondiente de cada uno.
- 3.ª fase: la disputan los 32 equipos provenientes de la 2.ª fase, siguiendo en la llave correspondiente de cada uno.
- 4.ª fase: la disputan los 16 equipos provenientes de la 3.ª fase, finales de llave. Los 8 ganadores se clasifican para la 6.ª fase, los perdedores pasan a la 5.ª fase.
- 5.ª fase: la disputan los 8 perdedores de la 4.ª fase.
- 6.ª fase: la disputan los 4 ganadores de la 5.ª fase y los 8 ganadores de la 4.ª fase. Totalizando 12 equipos.
- 7.ª fase: la disputan los 6 equipos provenientes de la 6.ª Fase. Los ganadores se proclamaron campeones del torneo.

Ascensos: Los equipos que resultasen campeones ascendían directamente al Torneo Argentino B, los tres perdedores obtuvieron el derecho a jugar las promociones contra tres equipos del Torneo Argentino B.

## Equipos participantes

### Distribución geográfica
| Región                           | Equipos |
| -------------------------------- | ------- |
| Provincia de Buenos Aires        | 81      |
| Provincia de Catamarca           | 4       |
| Provincia del Chaco              | 15      |
| Provincia del Chubut             | 7       |
| Provincia de Córdoba             | 12      |
| Provincia de Corrientes          | 8 (-1)  |
| Provincia de Entre Ríos          | 13      |
| Provincia de Formosa             | 4       |
| Provincia de Jujuy               | 7       |
| Provincia de La Pampa            | 5       |
| Provincia de La Rioja            | 4       |
| Provincia de Mendoza             | 10      |
| Provincia de Misiones            | 4       |
| Provincia del Neuquén            | 6       |
| Provincia de Río Negro           | 10      |
| Provincia de Salta               | 15      |
| Provincia de San Juan            | 4       |
| Provincia de San Luis            | 4       |
| Provincia de Santa Cruz          | 7       |
| Provincia de Santa Fe            | 21      |
| Provincia de Santiago del Estero | 8       |
| Provincia de Tierra del Fuego    | 1       |
| Provincia de Tucumán             | 3       |
| Total                            | 252     |

### Zonas
| Zona    | Club                                          | Localidad                     | Provincia           | Liga de origen                               |
| ------- | --------------------------------------------- | ----------------------------- | ------------------- | -------------------------------------------- |
| Zona 1  | Deportivo Chilecito                           | Eugenio Bustos                | Mendoza             | Liga Sancarlina de fútbol                    |
| Zona 1  | Huracán                                       | San Rafael                    | Mendoza             | Liga Sanrafaelina de Fútbol                  |
| Zona 1  | Arizu Villa Atuel                             | Villa Atuel                   | Mendoza             | Liga Sanrafaelina de Fútbol                  |
| Zona 1  | Huracán Las Heras                             | Las Heras                     | Mendoza             | Liga Mendocina de fútbol                     |
| Zona 2  | Gutiérrez Sport Club                          | General Gutiérrez             | Mendoza             | Liga Mendocina de fútbol                     |
| Zona 2  | Escuela Deportiva Junín                       | Junín                         | Mendoza             | Liga Rivadaviense de fútbol                  |
| Zona 2  | Asociación Deportiva Santa Rosa               | Santa Rosa                    | Mendoza             | Liga Rivadaviense de fútbol                  |
| Zona 2  | Unión                                         | Villa Krause                  | San Juan            | Liga Sanjuanina de Fútbol                    |
| Zona 3  | Sportivo Árbol Verde                          | Concepción                    | San Juan            | Liga Sanjuanina de Fútbol                    |
| Zona 3  | Sp. Juan Bartolomé del Bono                   | Rivadavia                     | San Juan            | Liga Sanjuanina de Fútbol                    |
| Zona 3  | Centro Empleados de Comercio                  | Mendoza                       | Mendoza             | Liga Mendocina de fútbol                     |
| Zona 3  | Independiente Sportivo Las Rosas              | Colonia Las Rosas             | Mendoza             | Liga de fútbol de Tunuyán                    |
| Zona 4  | Sportivo Peñarol                              | Chimbas                       | San Juan            | Liga Sanjuanina de fútbol                    |
| Zona 4  | Newell's Old Boys                             | Sañogasta                     | La Rioja            | Liga Chileciteña de fútbol                   |
| Zona 4  | Atlético Chilecito                            | Chilecito                     | La Rioja            | Liga Chileciteña de fútbol                   |
| Zona 4  | Américo Tesorieri                             | La Rioja                      | La Rioja            | Liga Riojana de Fútbol                       |
| Zona 5  | Independiente                                 | La Rioja                      | La Rioja            | Liga Riojana de Fútbol                       |
| Zona 5  | Ferrocarriles                                 | Chumbicha                     | Catamarca           | Liga Catamarqueña de fútbol                  |
| Zona 5  | Americo Tesorieri                             | Catamarca                     | Catamarca           | Liga Catamarqueña de fútbol                  |
| Zona 5  | Defensores del Norte                          | Villa Vil                     | Catamarca           | Liga Belenista de fútbol                     |
| Zona 6  | Club Atlético San Martín (El Bañado)          | El Bañado                     | Catamarca           | Liga Chacarera de fútbol                     |
| Zona 6  | Unión Santiago                                | Santiago del Estero           | Santiago del Estero | Liga Santiagueña de Fútbol                   |
| Zona 6  | Talleres                                      | Frías                         | Santiago del Estero | Liga Cultural de fútbol                      |
| Zona 6  | Instituto Tráfico                             | Frías                         | Santiago del Estero | Liga Cultural de fútbol                      |
| Zona 7  | Central Argentino                             | La Banda                      | Santiago del Estero | Liga Santiagueña de Fútbol                   |
| Zona 7  | San Fernando                                  | Ingenio Leales                | Tucumán             | Liga Tucumana de Fútbol                      |
| Zona 7  | Deportivo San Ramón                           | Villa Quinteros               | Tucumán             | Liga Tucumana de Fútbol                      |
| Zona 7  | Social Pinto                                  | Pinto                         | Santiago del Estero | Liga Añatuyense de fútbol                    |
| Zona 8  | Mitre                                         | Santiago del Estero           | Santiago del Estero | Liga Santiagueña de Fútbol                   |
| Zona 8  | Sarmiento                                     | La Banda                      | Santiago del Estero | Liga Santiagueña de Fútbol                   |
| Zona 8  | Unión y Juventud                              | Bandera                       | Santiago del Estero | Liga Añatuyense de fútbol                    |
| Zona 8  | Atlético Concepción                           | Banda del Río Salí            | Tucumán             | Liga Tucumana de Fútbol                      |
| Zona 9  | Deportivo Taco Pozo                           | Taco Pozo                     | Chaco               | Liga Anteña de fútbol                        |
| Zona 9  | Deportivo Río Dorado                          | Apolinario Saravia            | Salta               | Liga Anteña de fútbol                        |
| Zona 9  | Deportivo Talleres                            | Metán                         | Salta               | Liga Metanense de fútbol                     |
| Zona 9  | Sp. Ferrocarril Gral. Belgrano                | Rosario de la Frontera        | Salta               | Liga de Rosario de la Frontera               |
| Zona 10 | Sportivo El Carril                            | El Carril                     | Salta               | Liga de fútbol del Valle de Lerma            |
| Zona 10 | Deportivo Villa San Antonio                   | Salta                         | Salta               | Liga Salteña de Fútbol                       |
| Zona 10 | Social y Deportivo San Isidro                 | Cafayate                      | Salta               | Liga Calchaquí de fútbol                     |
| Zona 10 | Atlético Chicoana                             | Chicoana                      | Salta               | Liga de fútbol del Valle de Lerma            |
| Zona 11 | Atlético Pocitos                              | Salvador Mazza                | Salta               | Liga Departamental de Gral. San Martín       |
| Zona 11 | Atlético Central Norte                        | Aguaray                       | Salta               | Liga Departamental de Gral. San Martín       |
| Zona 11 | Atlético Mitre                                | San Ramón de la Nueva Orán    | Salta               | Liga Regional de fútbol del Bermejo          |
| Zona 11 | Atlético Independiente                        | Hipólito Yrigoyen             | Salta               | Liga Regional de fútbol del Bermejo          |
| Zona 12 | Deportivo Tabacal                             | Tabacal                       | Salta               | Liga Regional de fútbol del Bermejo          |
| Zona 12 | Sportivo Rivadavia                            | El Carmen                     | Jujuy               | Liga Departamental de El Carmen              |
| Zona 12 | Sportivo Alberdi                              | Libertador General San Martín | Jujuy               | Liga Regional Jujeña                         |
| Zona 13 | Tiro y Deportes Río Grande                    | La Mendieta                   | Jujuy               | Liga Regional Jujeña                         |
| Zona 13 | Unión Calilegua                               | Calilegua                     | Jujuy               | Liga Regional Jujeña                         |
| Zona 13 | Atlético Monterrico San Vicente               | Monterrico                    | Jujuy               | Liga Departamental de El Carmen              |
| Zona 13 | Alto Hornos Zapla                             | Palpalá                       | Jujuy               | Liga Jujeña de Fútbol                        |
| Zona 14 | Atlético Gorriti                              | San Salvador de Jujuy         | Jujuy               | Liga Jujeña de Fútbol                        |
| Zona 14 | Atlético Betania                              | Paraje Betania                | Salta               | Liga Güemense de fútbol                      |
| Zona 14 | Libertad                                      | Campo Santo                   | Salta               | Liga Güemense de fútbol                      |
| Zona 14 | Social y Deportivo Atlas                      | Salta                         | Salta               | Liga Salteña de Fútbol                       |
| Zona 15 | Leonardo Murialdo                             | Villa Nueva                   | Mendoza             | Liga Mendocina de fútbol                     |
| Zona 15 | Asoc. de Empleados Bancarios (AS.E.BA.)       | San Luis                      | San Luis            | Liga Sanluiseña de fútbol                    |
| Zona 15 | Deportivo La Punta                            | San Luis                      | San Luis            | Liga Sanluiseña de fútbol                    |
| Zona 16 | Sportivo Pringles                             | Villa Mercedes                | San Luis            | Liga de fútbol de Mercedes                   |
| Zona 16 | Atlético Alianza Futbolística                 | Villa Mercedes                | San Luis            | Liga de fútbol de Mercedes                   |
| Zona 16 | Alianza Toro-Everton-Belgrano                 | Coronel Moldes                | Córdoba             | Liga Regional de fútbol de Río Cuarto        |
| Zona 17 | Atlético San Basilio                          | San Basilio                   | Córdoba             | Liga Regional de fútbol de Río Cuarto        |
| Zona 17 | Independiente Dolores                         | General Cabrera               | Córdoba             | Liga Regional de fútbol de Río Cuarto        |
| Zona 17 | Asoc. Española Jorge Ross                     | La Carlota                    | Córdoba             | Liga Regional de fútbol de Canals            |
| Zona 17 | Club Matienzo Mutual Social y Deportivo       | Monte Buey                    | Córdoba             | Liga Bellvillense de fútbol                  |
| Zona 18 | Sociedad Sportiva Devoto                      | Devoto                        | Córdoba             | Liga Regional de Fútbol San Francisco        |
| Zona 18 | Social y Deportivo Altos de Chipión           | Altos de Chipión              | Córdoba             | Liga Regional de Fútbol San Francisco        |
| Zona 18 | Argentino Peñarol                             | Córdoba                       | Córdoba             | Liga Cordobesa de Fútbol                     |
| Zona 19 | San Martín                                    | Monte Buey                    | Córdoba             | Liga Bellvillense de fútbol                  |
| Zona 19 | Argentino                                     | Marcos Juárez                 | Córdoba             | Liga Bellvillense de fútbol                  |
| Zona 19 | Escuela Presidente Roca                       | Córdoba                       | Córdoba             | Liga Cordobesa de fútbol                     |
| Zona 19 | Deportivo Lasallano                           | Córdoba                       | Córdoba             | Liga Cordobesa de fútbol                     |
| Zona 20 | Patronato F.C.                                | La Paz                        | Entre Ríos          | Liga Paceña de Fútbol                        |
| Zona 20 | Atlético Nueva Vizcaya                        | Nueva Vizcaya                 | Entre Ríos          | Liga Federalense de Fútbol                   |
| Zona 20 | Deportivo Unión                               | San José de Feliciano         | Entre Ríos          | Liga Felicianense de fútbol                  |
| Zona 21 | Juventud y Ferrocarril Unidos                 | Enrique Carbó                 | Entre Ríos          | Liga Departamental de fútbol de Gualeguay    |
| Zona 21 | Central Entrerriano                           | Gualeguaychú                  | Entre Ríos          | Liga Departamental de Fútbol de Gualeguaychú |
| Zona 21 | Atlético Liebig                               | Liebig                        | Entre Ríos          | Liga Departamental de Fútbol de Colón        |
| Zona 21 | Atlético Rivadavia                            | Concepción del Uruguay        | Entre Ríos          | Liga de Fútbol de Concepción del Uruguay     |
| Zona 22 | Atlético Uruguay                              | Concepción del Uruguay        | Entre Ríos          | Liga de Fútbol de Concepción del Uruguay     |
| Zona 22 | Atlético Salto Grande                         | Concordia                     | Entre Ríos          | Liga Concordiense de Fútbol                  |
| Zona 22 | Sociedad y Deportivo Santa Ana                | Santa Ana                     | Entre Ríos          | Liga de fútbol de Chajarí                    |
| Zona 23 | Independiente F.B.C.                          | Hernandarias                  | Entre Ríos          | Liga de Fútbol de Paraná Campaña             |
| Zona 23 | Atlético María Grande                         | María Grande                  | Entre Ríos          | Liga de Fútbol de Paraná Campaña             |
| Zona 23 | Atlético Palermo                              | Paraná                        | Entre Ríos          | Liga Paranaense de Fútbol                    |
| Zona 24 | Sportivo San Lorenzo                          | Mercedes                      | Corrientes          | Liga Mercedeña de fútbol                     |
| Zona 24 | Fusión Deportiva Huracán-Brown                | Posadas                       | Misiones            | Liga Posadeña de fútbol                      |
| Zona 24 | Bartolomé Mitre                               | Posadas                       | Misiones            | Liga Posadeña de fútbol                      |
| Zona 24 | Soc. y Deportiva Rivera                       | Paso de los Libres            | Corrientes          | Liga Libreña de fútbol                       |
| Zona 25 | Atlético Candelaria                           | Candelaria                    | Misiones            | Liga Posadeña de fútbol                      |
| Zona 25 | Deportivo Vicov                               | Eldorado                      | Misiones            | Liga de fútbol de Eldorado                   |
| Zona 25 | Huracán                                       | Corrientes                    | Corrientes          | Liga Correntina de fútbol                    |
| Zona 25 | Atlético Robinson                             | Corrientes                    | Corrientes          | Liga Correntina de Fútbol                    |
| Zona 26 | Sportivo Ferroviario                          | Corrientes                    | Corrientes          | Liga Correntina de Fútbol                    |
| Zona 26 | Social y Deportivo Puente Seco                | Paso de los Libres            | Corrientes          | Liga Libreña de fútbol                       |
| Zona 26 | Huracán FC                                    | Goya                          | Corrientes          | Liga Goyana de fútbol                        |
| Zona 26 | Deportivo Victoria                            | Curuzú Cuatia                 | Corrientes          | Liga de fútbol General Belgrano              |
| Zona 27 | Sportivo Pampa                                | Pampa del Infierno            | Chaco               | Liga Saenzpeñense de fútbol                  |
| Zona 27 | F.C. General Belgrano                         | Presidencia Roque Sáenz Peña  | Chaco               | Liga Saenzpeñense de fútbol                  |
| Zona 27 | Remedios de Escalada                          | Villa Ángela                  | Chaco               | Asociación de fútbol del Oeste Chaqueño      |
| Zona 27 | Centro Juvenil Agrario                        | Santa Sylvina                 | Chaco               | Asociación de fútbol del Oeste Chaqueño      |
| Zona 28 | Resistencia Central                           | Resistencia                   | Chaco               | Liga Chaqueña de fútbol                      |
| Zona 28 | Don Orione Atletic Club                       | Barranqueras                  | Chaco               | Liga Chaqueña de fútbol                      |
| Zona 28 | Cetnro Empleados de Comercio                  | Quitilipi                     | Chaco               | Liga Quitilipense de fútbol                  |
| Zona 28 | San Carlos                                    | La Escondida                  | Chaco               | Liga Regional de fútbol de Machagai          |
| Zona 29 | Juventud                                      | Puerto Tirol                  | Chaco               | Liga Chaqueña de fútbol                      |
| Zona 29 | Sarmiento                                     | Resistencia                   | Chaco               | Liga Chaqueña de fútbol                      |
| Zona 29 | Sportivo Unidas                               | Colonias Unidas               | Chaco               | Liga de fútbol del Norte                     |
| Zona 29 | General San Martín                            | Formosa                       | Formosa             | Liga Formoseña de fútbol                     |
| Zona 30 | Sportivo Cultural                             | Juan José Castelli            | Chaco               | Liga Saenzpeñense de fútbol                  |
| Zona 30 | Deportivo Alianza                             | Campo Largo                   | Chaco               | Liga Saenzpeñense de fútbol                  |
| Zona 30 | Deportivo San Jorge                           | Hermoso Campo                 | Chaco               | Liga de fútbol del Noroeste Chaqueño         |
| Zona 31 | 17 de agosto                                  | Clorinda                      | Formosa             | Liga Clorindense de fútbol                   |
| Zona 31 | San José Obrero                               | Formosa                       | Formosa             | Liga Formoseña de fútbol                     |
| Zona 31 | Atlético Libertad                             | Ibarreta                      | Formosa             | Liga de fútbol del Centro                    |
| Zona 32 | Atlético Adelante                             | Reconquista                   | Santa Fe            | Liga Reconquistense de Fútbol                |
| Zona 32 | Racing Club                                   | Reconquista                   | Santa Fe            | Liga Reconquistense de Fútbol                |
| Zona 32 | Huracán FC                                    | Villa Ocampo                  | Santa Fe            | Liga Ocampense de fútbol                     |
| Zona 32 | Ocampo Fabrica                                | Villa Ocampo                  | Santa Fe            | Liga Ocampense de fútbol                     |
| Zona 33 | Newell's Old Boys                             | Santa Fe                      | Santa Fe            | Liga Santafesina de Fútbol                   |
| Zona 33 | Sanjustino                                    | San Justo                     | Santa Fe            | Liga Santafesina de Fútbol                   |
| Zona 33 | Atlético Ceres Unión                          | Ceres                         | Santa Fe            | Liga Ceresina de fútbol                      |
| Zona 33 | Argentino de Quilmes                          | Rafaela                       | Santa Fe            | Liga Rafaelina de Fútbol                     |
| Zona 34 | La Perla del Oeste                            | Recreo                        | Santa Fe            | Liga Santafesina de Fútbol                   |
| Zona 34 | Atlético Argentino                            | San Carlos Centro             | Santa Fe            | Liga Santafesina de Fútbol                   |
| Zona 34 | Unión Progresista                             | San Carlos Sud                | Santa Fe            | Liga Esperancina de Fútbol                   |
| Zona 34 | La Emilia Mutual y Social                     | San Jorge                     | Santa Fe            | Liga Departamental de fútbol San Martín      |
| Zona 35 | Atlético Americano                            | Carlos Pellegrini             | Santa Fe            | Liga Departamental de fútbol San Martín      |
| Zona 35 | Coronel Aguirre                               | Villa Gobernador Gálvez       | Santa Fe            | Asociación Rosarina de Fútbol                |
| Zona 35 | Sportivo Atlético Club                        | Las Parejas                   | Santa Fe            | Liga Cañadense de Fútbol                     |
| Zona 35 | Atlético Belgrano                             | Arequito                      | Santa Fe            | Liga Casildense de Fútbol                    |
| Zona 36 | Atlético Alumni                               | Casilda                       | Santa Fe            | Liga Casildense de Fútbol                    |
| Zona 36 | Sportivo Rivadavia                            | Venado Tuerto                 | Santa Fe            | Liga Venadense de fútbol                     |
| Zona 36 | Arroyo Seco A.C.                              | Arroyo Seco                   | Santa Fe            | Liga Regional del Sud                        |
| Zona 36 | Independiente                                 | Villa Constitución            | Santa Fe            | Liga Regional del Sud                        |
| Zona 37 | Unión Dep. Provincial                         | Empalme Lobos                 | Buenos Aires        | Liga Lobense de fútbol                       |
| Zona 37 | Atlético San Miguel                           | General Las Heras             | Buenos Aires        | Liga Lobense de fútbol                       |
| Zona 37 | Asociación Deportiva el Salado                | General Belgrano              | Buenos Aires        | Liga Chascomunense de fútbol                 |
| Zona 38 | Atlético Chascomús                            | Chascomús                     | Buenos Aires        | Liga Chascomunense de fútbol                 |
| Zona 38 | Atlético Ranchos                              | Ranchos                       | Buenos Aires        | Liga Chascomunense de fútbol                 |
| Zona 38 | Estrella                                      | Berisso                       | Buenos Aires        | Liga Amateur Platense de fútbol              |
| Zona 39 | Deportivo Castelli                            | Castelli                      | Buenos Aires        | Liga Dolorense de fútbol                     |
| Zona 39 | Social y Deportivo Domingo Faustino Sarmiento | Dolores                       | Buenos Aires        | Liga Dolorense de fútbol                     |
| Zona 39 | Soc. y Dep. Santa Teresita                    | Santa Teresita                | Buenos Aires        | Liga de fútbol del Partido de la Costa       |
| Zona 39 | Social y Deportivo Mar del Tuyú               | Mar del Tuyú                  | Buenos Aires        | Liga de fútbol del Partido de la Costa       |
| Zona 40 | Atlético Defensores Unidos                    | Santa Teresita                | Buenos Aires        | Liga de fútbol del Partido de la Costa       |
| Zona 40 | San Lorenzo                                   | Villa Gesell                  | Buenos Aires        | Liga Madariaguense de fútbol                 |
| Zona 40 | Atlético Villa Gesell                         | Villa Gesell                  | Buenos Aires        | Liga Madariaguense de fútbol                 |
| Zona 40 | Unión                                         | Mar del Plata                 | Buenos Aires        | Liga Marplatense de fútbol                   |
| Zona 41 | Estación Quequén                              | Quequén                       | Buenos Aires        | Liga Necochense de fútbol                    |
| Zona 41 | Atlético Rivadavia                            | Necochea                      | Buenos Aires        | Liga Necochense de fútbol                    |
| Zona 41 | Atlético Lilan                                | Laprida                       | Buenos Aires        | Liga Lapridense de fútbol                    |
| Zona 41 | Club Deportivo Independencia                  | Adolfo Gonzales Chaves        | Buenos Aires        | Liga Regional Tresarroyense de fútbol        |
| Zona 42 | Libertad                                      | Bahía Blanca                  | Buenos Aires        | Liga del Sur                                 |
| Zona 42 | Rosario Puerto Belgrano                       | Punta Alta                    | Buenos Aires        | Liga del Sur                                 |
| Zona 42 | Defensores Buena Parada                       | Río Colorado                  | Río Negro           | Liga de fútbol de Río Colorado               |
| Zona 42 | Independiente                                 | Río Colorado                  | Río Negro           | Liga de fútbol de Río Colorado               |
| Zona 43 | Gimnasia y Esgrima                            | Tandil                        | Buenos Aires        | Liga Tandilense de fútbol                    |
| Zona 43 | Independiente                                 | Tandil                        | Buenos Aires        | Liga Tandilense de fútbol                    |
| Zona 43 | Chacarita Juniors Foot Ball Club              | Azul                          | Buenos Aires        | Liga de fútbol de Azul                       |
| Zona 43 | Cemento Armado                                | Azul                          | Buenos Aires        | Liga de fútbol de Azul                       |
| Zona 44 | Atlético-Defensores                           | Ayacucho                      | Buenos Aires        | Liga Ayacuchense de fútbol                   |
| Zona 44 | Atlético Sarmiento                            | Ayacucho                      | Buenos Aires        | Liga Ayacuchense de fútbol                   |
| Zona 44 | Ferrocarril Roca                              | Las Flores                    | Buenos Aires        | Liga de fútbol de Las Flores                 |
| Zona 44 | Botafogo F.C.                                 | Rauch                         | Buenos Aires        | Liga Rauchense de fútbol                     |
| Zona 45 | Atlético Huracán                              | Saladillo                     | Buenos Aires        | Liga Deportiva de Saladillo                  |
| Zona 45 | Defensores de Plaza España                    | Veinticinco de Mayo           | Buenos Aires        | Liga Veinticinqueña de fútbol                |
| Zona 45 | Atlético Argentino                            | Veinticinco de Mayo           | Buenos Aires        | Liga Veinticinqueña de fútbol                |
| Zona 46 | Social y Deportivo El Fortín                  | Olavarría                     | Buenos Aires        | Liga de fútbol de Olavarría                  |
| Zona 46 | Ferrocarril Sud                               | Olavarría                     | Buenos Aires        | Liga de fútbol de Olavarría                  |
| Zona 46 | Atlético Bull Dog                             | Daireaux                      | Buenos Aires        | Liga Deportiva de Bolívar                    |
| Zona 46 | Independiente                                 | San Carlos de Bolívar         | Buenos Aires        | Liga Deportiva de Bolívar                    |
| Zona 47 | Atlético Once Tigres                          | 9 de Julio                    | Buenos Aires        | Liga Nuevejuliense de fútbol                 |
| Zona 47 | Libertad                                      | 9 de Julio                    | Buenos Aires        | Liga Nuevejuliense de fútbol                 |
| Zona 47 | Atlético Defensores del Este                  | Pehuajó                       | Buenos Aires        | Liga Pehuajense de fútbol                    |
| Zona 47 | Deportivo Argentino                           | Pehuajó                       | Buenos Aires        | Liga Pehuajense de fútbol                    |
| Zona 48 | Ferrocarril Oeste                             | Trenque Lauquen               | Buenos Aires        | Liga Trenquelauquense de fútbol              |
| Zona 48 | Atlético Rivadavia                            | América                       | Buenos Aires        | Liga de fútbol del Oeste (América/Rivadavia) |
| Zona 48 | Atlético All Boys                             | Santa Rosa                    | La Pampa            | Liga Cultural de fútbol                      |
| Zona 49 | Juventud Pueyrredón                           | Venado Tuerto                 | Santa Fe            | Liga Venadense de fútbol                     |
| Zona 49 | Singlar Club                                  | Ascensión                     | Buenos Aires        | Liga Deportiva de General Arenales           |
| Zona 49 | S. y D. Ascensión                             | Ascensión                     | Buenos Aires        | Liga Deportiva de General Arenales           |
| Zona 50 | Sportivo Barracas                             | Colón                         | Buenos Aires        | Liga Deportiva de Colón                      |
| Zona 50 | Racing Club                                   | Colón                         | Buenos Aires        | Liga Deportiva de Colón                      |
| Zona 50 | Juventud                                      | Rojas                         | Buenos Aires        | Liga Deportiva de fútbol                     |
| Zona 50 | Jorge Newbery                                 | Rojas                         | Buenos Aires        | Liga Deportiva de fútbol                     |
| Zona 51 | Regatas San Nicolás                           | San Nicolás de los Arroyos    | Buenos Aires        | Liga Nicoleña de fútbol                      |
| Zona 51 | Argentino Oeste                               | San Nicolás de los Arroyos    | Buenos Aires        | Liga Nicoleña de fútbol                      |
| Zona 51 | Atlético Baradero                             | Baradero                      | Buenos Aires        | Liga de fútbol de Baradero                   |
| Zona 51 | Sportivo Baradero                             | Baradero                      | Buenos Aires        | Liga de fútbol de Baradero                   |
| Zona 52 | Conesa F.C.                                   | Conesa                        | Buenos Aires        | Liga Nicoleña de fútbol                      |
| Zona 52 | Sports                                        | Pergamino                     | Buenos Aires        | Liga de fútbol Pergamino                     |
| Zona 52 | San Francisco                                 | Arrecifes                     | Buenos Aires        | Liga de fútbol de Arrecifes                  |
| Zona 52 | Obras Sanitarias                              | Arrecifes                     | Buenos Aires        | Liga de fútbol de Arrecifes                  |
| Zona 53 | Paraná F.C.                                   | San Pedro                     | Buenos Aires        | Liga Deportiva Sampedrina                    |
| Zona 53 | Lima F.C.                                     | Lima                          | Buenos Aires        | Liga Zarateña de fútbol                      |
| Zona 53 | Atlético Caza y Pesca                         | Don Torcuato                  | Buenos Aires        | Liga Escobarense de Fútbol                   |
| Zona 53 | Unión                                         | Del Viso                      | Buenos Aires        | Liga Escobarense de Fútbol                   |
| Zona 54 | Atlético Abrojal                              | Pilar                         | Buenos Aires        | Liga Escobarense de Fútbol                   |
| Zona 54 | Atlético Luján                                | Luján                         | Buenos Aires        | Liga Lujanense de fútbol                     |
| Zona 54 | Platense                                      | Luján                         | Buenos Aires        | Liga Lujanense de fútbol                     |
| Zona 54 | Las Palometas                                 | Mercedes                      | Buenos Aires        | Liga Mercedina de fútbol                     |
| Zona 55 | Atlético Estudiantes                          | Mercedes                      | Buenos Aires        | Liga Mercedina de fútbol                     |
| Zona 55 | Club Mercedes                                 | Mercedes                      | Buenos Aires        | Liga Mercedina de fútbol                     |
| Zona 55 | M. de Camioneros 15 de Diciembre              | General Rodríguez             | Buenos Aires        | Liga Lujanense de fútbol                     |
| Zona 55 | S. A. y C. Florencio Varela                   | Chivilcoy                     | Buenos Aires        | Liga Chivilcoyana de Fútbol                  |
| Zona 56 | Independiente                                 | Chivilcoy                     | Buenos Aires        | Liga Chivilcoyana de Fútbol                  |
| Zona 56 | S.C.y D. Gimnasia y Esgrima                   | Chivilcoy                     | Buenos Aires        | Liga Chivilcoyana de Fútbol                  |
| Zona 56 | Sports Salto                                  | Salto                         | Buenos Aires        | Liga de fútbol de Salto                      |
| Zona 56 | Deportivo 9 de Julio                          | Chacabuco                     | Buenos Aires        | Liga Deportiva de Chacabuco                  |
| Zona 57 | Social La Candela                             | Alberti                       | Buenos Aires        | Liga Albertina de fútbol 1                   |
| Zona 57 | Sportivo Bragado                              | Bragado                       | Buenos Aires        | Liga Bragadense de fútbol                    |
| Zona 57 | Jorge Newbery                                 | Junín                         | Buenos Aires        | Liga Deportiva del Oeste                     |
| Zona 57 | Rivadavia                                     | Junín                         | Buenos Aires        | Liga Deportiva del Oeste                     |
| Zona 58 | Atlético Villa Belgrano                       | Junín                         | Buenos Aires        | Liga Deportiva del Oeste                     |
| Zona 58 | Buenos al Pacífico                            | Junín                         | Buenos Aires        | Liga Deportiva del Oeste                     |
| Zona 58 | Atlético Argentino                            | Lincoln                       | Buenos Aires        | Liga Amateur de Deportes                     |
| Zona 58 | Viamonte F.C.                                 | Los Toldos                    | Buenos Aires        | Liga Toldense de fútbol                      |
| Zona 59 | Bernardo O'Higgins                            | Río Grande                    | Tierra del Fuego    | Liga Oficial de fútbol Río Grande            |
| Zona 59 | Asociación Atlético Boxing Club               | Río Gallegos                  | Santa Cruz          | Liga de Fútbol Sur de Santa Cruz             |
| Zona 59 | Social y Deportivo Lago Argentino             | El Calafate                   | Santa Cruz          | Liga de fútbol Sur                           |
| Zona 59 | Social y Deportivo Defensores del Carmen      | Río Gallegos                  | Santa Cruz          | Liga de fútbol Sur                           |
| Zona 60 | As. Atlético San Julián                       | Puerto San Julián             | Santa Cruz          | Liga de Fútbol Centro de Santa Cruz          |
| Zona 60 | Sportivo Santa Cruz                           | Puerto Santa Cruz             | Santa Cruz          | Liga de Fútbol Centro de Santa Cruz          |
| Zona 60 | Catamarca F.C.                                | Caleta Olivia                 | Santa Cruz          | Liga de Fútbol Norte de Santa Cruz           |
| Zona 60 | Social y Deportivo Estrella del Sur           | Caleta Olivia                 | Santa Cruz          | Liga de Fútbol Norte de Santa Cruz           |
| Zona 61 | Deportivo Sarmiento                           | Sarmiento                     | Chubut              | Liga de Fútbol de Comodoro Rivadavia         |
| Zona 61 | Social Deportivo Petroquímica                 | Comodoro Rivadavia            | Chubut              | Liga de Fútbol de Comodoro Rivadavia         |
| Zona 61 | Social y Cultural Belgrano                    | Esquel                        | Chubut              | Liga de fútbol del Oeste del Chubut          |
| Zona 61 | Huracán                                       | Trelew                        | Chubut              | Liga de fútbol Valle del Chubut              |
| Zona 62 | Atlético Jorge Newbery                        | Comodoro Rivadavia            | Chubut              | Liga de Fútbol de Comodoro Rivadavia         |
| Zona 62 | Huracán                                       | Comodoro Rivadavia            | Chubut              | Liga de Fútbol de Comodoro Rivadavia         |
| Zona 62 | Defensores de La Ribera                       | Rawson                        | Chubut              | Liga de fútbol Valle del Chubut              |
| Zona 63 | Atlético Pacífico                             | Neuquén                       | Neuquén             | Liga de Fútbol del Neuquén                   |
| Zona 63 | Social y Deportivo Petrolero Argentino        | Plaza Huincul                 | Neuquén             | Liga de Fútbol del Neuquén                   |
| Zona 63 | A.D. y S. Villa La Angostura                  | Villa La Angostura            | Neuquén             | Liga de fútbol de Bariloche                  |
| Zona 63 | S.D. y C. Tres de Mayo                        | Bariloche                     | Río Negro           | Liga de fútbol de Bariloche                  |
| Zona 64 | S.y D. Independiente                          | Bariloche                     | Río Negro           | Liga de fútbol de Bariloche                  |
| Zona 64 | Gral. Fernández Oro                           | General Fernández Oro         | Río Negro           | Liga Deportiva Confluencia                   |
| Zona 64 | Bicicrós Senillosa                            | Senillosa                     | Neuquén             | Liga de fútbol del Neuquén                   |
| Zona 64 | Alianza                                       | Cutral Có                     | Neuquén             | Liga de fútbol del Neuquén                   |
| Zona 65 | Centenario                                    | Centenario                    | Neuquén             | Liga de fútbol del Neuquén                   |
| Zona 65 | Club Círculo Italiano                         | Villa Regina                  | Río Negro           | Liga Deportiva Confluencia                   |
| Zona 65 | Independiente                                 | San Antonio Oeste             | Río Negro           | Liga Rionegrina de fútbol                    |
| Zona 65 | S. y D. Los Menucos                           | Los Menucos                   | Río Negro           | Liga Rionegrina de fútbol                    |
| Zona 66 | Deportivo Patagones                           | Carmen de Patagones           | Buenos Aires        | Liga Rionegrina de fútbol                    |
| Zona 66 | San Lorenzo de Barrio Lindo                   | Carmen de Patagones           | Buenos Aires        | Liga Rionegrina de fútbol                    |
| Zona 66 | Deportivo Luis Beltrán                        | Luis Beltrán                  | Río Negro           | Liga Regional de fútbol Avellaneda           |
| Zona 66 | Sportsman Club                                | Choele Choel                  | Río Negro           | Liga Regional de fútbol Avellaneda           |
| Zona 67 | General Belgrano                              | Santa Rosa                    | La Pampa            | Liga Cultural de Fútbol                      |
| Zona 67 | Atlético Santa Rosa                           | Santa Rosa                    | La Pampa            | Liga Cultural de Fútbol                      |
| Zona 67 | Ferrocarril Oeste                             | Intendente Alvear             | La Pampa            | Liga Pampeana de Fútbol                      |
| Zona 67 | Ferrocarril Oeste                             | General Pico                  | La Pampa            | Liga Pampeana de Fútbol                      |

1: El equipo pertenece a la Liga Albertina de fútbol, aunque clasificó mediante la Liga Bragadense de fútbol.

## Primera fase

### Grupos 1 a 10
Grupo 1
| Equipo                          | Pts | PJ | PG | PE | PP | GF | GC | Dif |
| ------------------------------- | --- | -- | -- | -- | -- | -- | -- | --- |
| Huracán Las Heras               | 14  | 6  | 4  | 2  | 0  | 13 | 7  | 5   |
| Huracán (San Rafael)            | 13  | 6  | 4  | 1  | 1  | 13 | 7  | 5   |
| Villa Atuel (Villa Atuel)       | 7   | 6  | 2  | 1  | 3  | 9  | 8  | 1   |
| Deportivo Chilecito (Chilecito) | 0   | 6  | 0  | 0  | 6  | 5  | 18 | -13 |

Grupo 2
| Equipo                          | Pts | PJ | PG | PE | PP | GF | GC | Dif |
| ------------------------------- | --- | -- | -- | -- | -- | -- | -- | --- |
| Unión (Villa Krause)            | 18  | 6  | 6  | 0  | 0  | 22 | 3  | 19  |
| Gutierrez Sport Club            | 12  | 6  | 4  | 0  | 2  | 11 | 6  | 5   |
| Escuela Deportiva Junín (Junín) | 3   | 6  | 1  | 0  | 5  | 4  | 16 | -12 |
| AD Santa Rosa (Santa Rosa)      | 3   | 6  | 1  | 0  | 5  | 7  | 19 | -12 |

Grupo 3
| Equipo                                  | Pts | PJ | PG | PE | PP | GF | GC | Dif |
| --------------------------------------- | --- | -- | -- | -- | -- | -- | -- | --- |
| Sportivo Árbol Verde (Concepción)       | 11  | 6  | 3  | 2  | 1  | 10 | 7  | 3   |
| Sp. Juan Bartolomé Del Bono (Rivadavia) | 11  | 6  | 3  | 2  | 1  | 5  | 3  | 2   |
| Centro Empleados de Comercio (Mendoza)  | 6   | 6  | 2  | 0  | 4  | 6  | 7  | -1  |
| Independiente Sportivo Las Rosas        | 6   | 6  | 2  | 0  | 4  | 7  | 11 | -3  |

Grupo 4
| Equipo                        | Pts | PJ | PG | PE | PP | GF | GC | Dif |
| ----------------------------- | --- | -- | -- | -- | -- | -- | -- | --- |
| Sportivo Peñarol (Chimbas)    | 13  | 6  | 4  | 1  | 1  | 5  | 1  | 4   |
| Américo Tesorieri (La Rioja)  | 11  | 6  | 3  | 2  | 1  | 11 | 8  | 3   |
| Newell's Old Boys (Chilecito) | 10  | 6  | 3  | 1  | 2  | 9  | 7  | 2   |
| Atlético Chilecito            | 0   | 6  | 0  | 0  | 6  | 4  | 13 | -9  |

Grupo 5
| Equipo                                   | Pts | PJ | PG | PE | PP | GF | GC | Dif |
| ---------------------------------------- | --- | -- | -- | -- | -- | -- | -- | --- |
| Sp. Ferrocarriles del Estado (Chumbicha) | 15  | 6  | 5  | 0  | 1  | 14 | 4  | 10  |
| Independiente (La Rioja)                 | 10  | 6  | 3  | 1  | 2  | 6  | 9  | 3   |
| Defensores del Norte (Villa Vil)         | 6   | 6  | 2  | 0  | 4  | 4  | 6  | 2   |
| Américo Tesorieri                        | 4   | 6  | 1  | 1  | 4  | 8  | 13 | -5  |

Grupo 6
| Equipo                               | Pts | PJ | PG | PE | PP | GF | GC | Dif |
| ------------------------------------ | --- | -- | -- | -- | -- | -- | -- | --- |
| Unión Santiago (Santiago del Estero) | 13  | 6  | 4  | 1  | 1  | 13 | 5  | 8   |
| San Martín (El Bañado)               | 9   | 6  | 2  | 3  | 1  | 10 | 9  | 1   |
| Atlético Talleres (Frías)            | 5   | 6  | 1  | 2  | 3  | 7  | 11 | -4  |
| Instituto Tráfico (Frías)            | 4   | 6  | 0  | 4  | 2  | 4  | 9  | -5  |

Grupo 7
| Equipo                                | Pts | PJ | PG | PE | PP | GF | GC | Dif |
| ------------------------------------- | --- | -- | -- | -- | -- | -- | -- | --- |
| Central Argentino (La Banda)          | 14  | 6  | 4  | 2  | 0  | 10 | 6  | 4   |
| San Fernando (Ingenio Leales)         | 7   | 6  | 2  | 1  | 3  | 6  | 7  | -1  |
| Social Pinto (Pinto)                  | 7   | 6  | 2  | 1  | 3  | 7  | 8  | -1  |
| Deportivo San Ramón (Villa Quinteros) | 5   | 6  | 1  | 2  | 3  | 4  | 6  | -2  |

Grupo 8
| Equipo                                   | Pts | PJ | PG | PE | PP | GF | GC | Dif |
| ---------------------------------------- | --- | -- | -- | -- | -- | -- | -- | --- |
| Atlético Mitre (Santiago del Estero)     | 13  | 6  | 4  | 1  | 1  | 12 | 4  | 8   |
| Atlético Concepción (Banda del Río Salí) | 11  | 6  | 3  | 2  | 1  | 8  | 4  | 4   |
| Sarmiento (La Banda)                     | 7   | 6  | 2  | 1  | 3  | 7  | 9  | -2  |
| Unión y Juventud (Bandera)               | 2   | 6  | 0  | 2  | 4  | 3  | 13 | -10 |

Grupo 9
| Equipo                                    | Pts | PJ | PG | PE | PP | GF | GC | Dif |
| ----------------------------------------- | --- | -- | -- | -- | -- | -- | -- | --- |
| Deportivo Talleres (Metán)                | 10  | 6  | 3  | 1  | 2  | 8  | 6  | 2   |
| Deportivo Taco Pozo (Taco Pozo)           | 9   | 6  | 2  | 3  | 1  | 9  | 7  | 2   |
| Deportivo Río Dorado (Apolinario Saravia) | 8   | 6  | 2  | 2  | 2  | 7  | 6  | 1   |
| Sp. Ferrocarril General Belgrano          | 5   | 6  | 1  | 2  | 3  | 8  | 13 | -5  |

Grupo 10
| Equipo                              | Pts | PJ | PG | PE | PP | GF | GC | Dif |
| ----------------------------------- | --- | -- | -- | -- | -- | -- | -- | --- |
| Sportivo El Carril (El Carril)      | 10  | 6  | 3  | 1  | 2  | 10 | 8  | 2   |
| Deportivo Villa San Antonio (Salta) | 9   | 6  | 2  | 3  | 1  | 8  | 3  | 5   |
| San Isidro (Cafayate)               | 7   | 6  | 2  | 1  | 3  | 7  | 11 | -4  |
| Atlético Chicoana (Chicoana)        | 7   | 6  | 2  | 1  | 3  | 4  | 7  | -3  |

### Grupos 11 a 20
Grupo 11
| Equipo                                     | Pts | PJ | PG | PE | PP | GF | GC | Dif |
| ------------------------------------------ | --- | -- | -- | -- | -- | -- | -- | --- |
| Independiente (Hipolito Yrigoyen)          | 9   | 6  | 2  | 3  | 1  | 7  | 6  | 1   |
| Atlético Mitre (Nueva Orán)                | 8   | 6  | 2  | 2  | 2  | 8  | 6  | 2   |
| Atlético Pocitos (Profesor Salvador Mazza) | 8   | 6  | 2  | 2  | 2  | 3  | 4  | -1  |
| Central Norte (Aguaray)                    | 7   | 6  | 2  | 1  | 3  | 6  | 8  | -2  |

Grupo 12
| Equipo                                 | Pts | PJ | PG | PE | PP | GF | GC | Dif |
| -------------------------------------- | --- | -- | -- | -- | -- | -- | -- | --- |
| Sportivo Rivadavia (Perico del Carmen) | 7   | 4  | 2  | 1  | 1  | 4  | 3  | 1   |
| Deportivo Tabacal (El Tabacal)         | 5   | 4  | 1  | 2  | 1  | 6  | 6  | 0   |
| Sp. Alberdi (Lib. Gral. San Martín)    | 4   | 4  | 1  | 1  | 2  | 4  | 5  | -1  |

Grupo 13
| Equipo                              | Pts | PJ | PG | PE | PP | GF | GC | Dif |
| ----------------------------------- | --- | -- | -- | -- | -- | -- | -- | --- |
| Tiro y Deportes Río Grande          | 13  | 6  | 4  | 1  | 1  | 7  | 3  | 4   |
| Monterrico San Vicente (Monterrico) | 11  | 6  | 3  | 2  | 1  | 11 | 8  | 2   |
| Altos Hornos Zapla (Palpala)        | 7   | 6  | 2  | 1  | 3  | 9  | 7  | 2   |
| Unión Calilegua (Calilegua)         | 3   | 6  | 1  | 0  | 5  | 6  | 15 | -9  |

Grupo 14
| Equipo                          | Pts | PJ | PG | PE | PP | GF | GC | Dif |
| ------------------------------- | --- | -- | -- | -- | -- | -- | -- | --- |
| Atlético Gorriti (San Salvador) | 13  | 6  | 4  | 1  | 1  | 12 | 7  | 5   |
| CSD Atlas (Salta)               | 9   | 6  | 3  | 0  | 3  | 9  | 10 | -1  |
| Atlético Betania (Campo Santo)  | 8   | 6  | 2  | 2  | 2  | 12 | 12 | 0   |
| Libertad (Campo Santo)          | 4   | 6  | 1  | 1  | 4  | 9  | 13 | -4  |

Grupo 15
| Equipo                            | Pts | PJ | PG | PE | PP | GF | GC | Dif |
| --------------------------------- | --- | -- | -- | -- | -- | -- | -- | --- |
| Leonardo Murialdo (Villa Nueva)   | 8   | 4  | 2  | 2  | 0  | 8  | 4  | 4   |
| Asociación de Empleados Bancarios | 5   | 4  | 1  | 2  | 1  | 3  | 4  | -1  |
| Deportivo La Punta (San Luis)     | 2   | 4  | 0  | 2  | 2  | 2  | 5  | -3  |

Grupo 16
| Equipo                                | Pts | PJ | PG | PE | PP | GF | GC | Dif |
| ------------------------------------- | --- | -- | -- | -- | -- | -- | -- | --- |
| Alianza Toro-Everton (Coronel Moldes) | 8   | 4  | 2  | 2  | 0  | 8  | 5  | 3   |
| Sportivo Pringles (Villa Mercedes)    | 5   | 4  | 1  | 2  | 1  | 3  | 4  | -1  |
| Alianza Futbolística (Villa Mercedes) | 2   | 4  | 0  | 2  | 2  | 5  | 7  | -2  |

Grupo 17
| Equipo                                  | Pts | PJ | PG | PE | PP | GF | GC | Dif |
| --------------------------------------- | --- | -- | -- | -- | -- | -- | -- | --- |
| A.E. Jorge Ross (La Carlota)            | 9   | 6  | 2  | 3  | 1  | 7  | 6  | 1   |
| Independiente Dolores (General Cabrera) | 9   | 6  | 2  | 3  | 1  | 5  | 4  | 1   |
| Matienzo (Monte Buey)                   | 8   | 6  | 2  | 2  | 2  | 10 | 5  | 5   |
| Atlético San Basilio (San Basilio)      | 4   | 6  | 0  | 4  | 2  | 5  | 12 | -7  |

Grupo 18
| Equipo                                  | Pts | PJ | PG | PE | PP | GF | GC | Dif |
| --------------------------------------- | --- | -- | -- | -- | -- | -- | -- | --- |
| Sociedad Deportiva Devoto (Devoto)      | 9   | 4  | 3  | 0  | 1  | 9  | 4  | 5   |
| CSD Altos de Chipión (Altos de Chipión) | 6   | 4  | 2  | 0  | 2  | 7  | 8  | -1  |
| Argentino Peñarol (Córdoba)             | 3   | 4  | 1  | 0  | 3  | 3  | 7  | -4  |

Grupo 19
| Equipo                            | Pts | PJ | PG | PE | PP | GF | GC | Dif |
| --------------------------------- | --- | -- | -- | -- | -- | -- | -- | --- |
| CAB Argentino (Marcos Juárez)     | 12  | 6  | 3  | 3  | 0  | 10 | 5  | 5   |
| Escuela Presidente Roca (Córdoba) | 8   | 6  | 2  | 2  | 2  | 5  | 5  | 0   |
| CSD Lasallano (Córdoba)           | 6   | 6  | 1  | 3  | 2  | 5  | 7  | -2  |
| Atlético San Martín (Monte Buey)  | 5   | 6  | 1  | 2  | 3  | 5  | 8  | -3  |

Grupo 20
| Equipo                                  | Pts | PJ | PG | PE | PP | GF | GC | Dif |
| --------------------------------------- | --- | -- | -- | -- | -- | -- | -- | --- |
| Atlético Nueva Vizcaya (Nueva Vizcaya)  | 9   | 4  | 3  | 0  | 1  | 9  | 6  | 3   |
| Deportivo Unión (San José de Feliciano) | 7   | 4  | 2  | 1  | 1  | 7  | 4  | 3   |
| Patronato FC (La Paz)                   | 1   | 4  | 0  | 1  | 3  | 2  | 8  | -6  |

### Grupos 21 a 30
Grupo 21
| Equipo                                      | Pts | PJ | PG | PE | PP | GF | GC | Dif |
| ------------------------------------------- | --- | -- | -- | -- | -- | -- | -- | --- |
| Central Entrerriano (Gualeguaychú)          | 10  | 6  | 2  | 4  | 0  | 10 | 4  | 6   |
| Juventud y Ferrocarril Unidos               | 10  | 6  | 2  | 4  | 0  | 8  | 6  | 2   |
| Atlético Rivadavia (Concepción del Uruguay) | 6   | 6  | 1  | 3  | 2  | 4  | 8  | -4  |
| Atlético Liebig (Liebig)                    | 3   | 6  | 0  | 3  | 3  | 7  | 11 | -4  |

Grupo 22
| Equipo                            | Pts | PJ | PG | PE | PP | GF | GC | Dif |
| --------------------------------- | --- | -- | -- | -- | -- | -- | -- | --- |
| Atlético Uruguay (C. del Uruguay) | 8   | 4  | 2  | 2  | 0  | 5  | 2  | 3   |
| Salto Grande (Concordia)          | 7   | 4  | 2  | 1  | 1  | 5  | 4  | 1   |
| Deportivo Santa Ana (Santa Ana)   | 1   | 4  | 0  | 1  | 3  | 4  | 8  | -4  |

Grupo 23
| Equipo                               | Pts | PJ | PG | PE | PP | GF | GC | Dif |
| ------------------------------------ | --- | -- | -- | -- | -- | -- | -- | --- |
| Atlético María Grande (María Grande) | 9   | 4  | 3  | 0  | 1  | 9  | 3  | 6   |
| Atlético Palermo (Paraná)            | 6   | 4  | 2  | 0  | 2  | 8  | 8  | 0   |
| Independiente FBC (Hernandarias)     | 3   | 4  | 1  | 0  | 3  | 2  | 8  | -6  |

Grupo 24
| Equipo                                | Pts | PJ | PG | PE | PP | GF | GC | Dif |
| ------------------------------------- | --- | -- | -- | -- | -- | -- | -- | --- |
| Atlético Bartolomé Mitre (Posadas)    | 12  | 6  | 4  | 0  | 2  | 12 | 8  | 4   |
| Fusión Deportiva Huracán-Brown        | 11  | 6  | 3  | 2  | 1  | 15 | 8  | 7   |
| San Lorenzo (Mercedes)                | 10  | 6  | 3  | 1  | 2  | 13 | 8  | 5   |
| Deportivo Rivera (Paso de los Libres) | 1   | 6  | 0  | 1  | 5  | 4  | 20 | -16 |

Grupo 25
| Equipo                        | Pts | PJ | PG | PE | PP | GF | GC | Dif |
| ----------------------------- | --- | -- | -- | -- | -- | -- | -- | --- |
| Deportivo Vicov (Victoria)    | 12  | 6  | 3  | 3  | 0  | 12 | 5  | 7   |
| Huracán (Corrientes)          | 11  | 6  | 3  | 2  | 1  | 15 | 7  | 8   |
| Atlético Candelaria (Posadas) | 9   | 6  | 2  | 3  | 1  | 10 | 8  | 2   |
| Robinson (Corrientes)         | 0   | 6  | 0  | 0  | 6  | 4  | 21 | -17 |

Grupo 26
| Equipo                            | Pts | PJ | PG | PE | PP | GF | GC | Dif |
| --------------------------------- | --- | -- | -- | -- | -- | -- | -- | --- |
| Sportivo Ferroviario (Corrientes) | 7   | 4  | 2  | 1  | 1  | 5  | 6  | -1  |
| Deportivo Puente Seco             | 6   | 4  | 1  | 3  | 0  | 8  | 5  | 3   |
| Huracán FC (Goya)                 | 2   | 4  | 0  | 2  | 2  | 6  | 8  | -2  |

Grupo 27
| Equipo                                   | Pts | PJ | PG | PE | PP | GF | GC | Dif |
| ---------------------------------------- | --- | -- | -- | -- | -- | -- | -- | --- |
| Ferrocarril General Belgrano (R.S. Peña) | 12  | 6  | 3  | 3  | 0  | 10 | 5  | 5   |
| Sportivo Pampa (Pampa del Infierno)      | 7   | 6  | 2  | 1  | 3  | 12 | 9  | 3   |
| Remedios de Escalada (Villa Angela)      | 7   | 6  | 1  | 4  | 1  | 9  | 10 | -1  |
| Centro Juvenil Agrario (Santa Sylvina)   | 5   | 6  | 1  | 2  | 3  | 12 | 19 | -5  |

Grupo 28
| Equipo                                   | Pts | PJ | PG | PE | PP | GF | GC | Dif |
| ---------------------------------------- | --- | -- | -- | -- | -- | -- | -- | --- |
| Resistencia Central (Resistencia)        | 16  | 6  | 5  | 1  | 0  | 20 | 4  | 16  |
| Don Orione AC (Barranqueras)             | 11  | 6  | 3  | 2  | 1  | 13 | 3  | 10  |
| San Carlos (La Escondida)                | 5   | 6  | 1  | 2  | 3  | 9  | 13 | -4  |
| Centro Empleados de Comercio (Quitilipi) | 1   | 6  | 0  | 1  | 5  | 4  | 26 | -22 |

Grupo 29
| Equipo                            | Pts | PJ | PG | PE | PP | GF | GC | Dif |
| --------------------------------- | --- | -- | -- | -- | -- | -- | -- | --- |
| General San Martín (Formosa)      | 14  | 6  | 4  | 2  | 0  | 10 | 4  | 6   |
| Juventud (Puerto Tirol)           | 12  | 6  | 3  | 3  | 0  | 9  | 4  | 5   |
| Sarmiento (Resistencia)           | 7   | 6  | 2  | 1  | 3  | 10 | 10 | 0   |
| Sportivo Unidas (Colonias Unidas) | 0   | 6  | 0  | 0  | 6  | 6  | 17 | -11 |

| Fecha 1         | Fecha 1   | Fecha 1    | Fecha 1         | Fecha 1     | Fecha 1 |
| Local           | Resultado | Visitante  | Estadio         | Fecha       |         |
| --------------- | --------- | ---------- | --------------- | ----------- | ------- |
| Juventud        | 3 - 1     | Sarmiento  | Puerto Tirol    | 20 de enero |         |
| Sportivo Unidas | 1 - 2     | San Martín | Colonias Unidas | 20 de enero |         |

| Fecha 2    | Fecha 2   | Fecha 2         | Fecha 2 | Fecha 2     | Fecha 2 |
| Local      | Resultado | Visitante       | Estadio | Fecha       |         |
| ---------- | --------- | --------------- | ------- | ----------- | ------- |
| Sarmiento  | 2 - 0     | Sportivo Unidas | Fontana | 27 de enero |         |
| San Martín | 1 - 1     | Juventud        | Formosa | 27 de enero |         |

| Fecha 3         | Fecha 3   | Fecha 3    | Fecha 3      | Fecha 3      | Fecha 3 |
| Local           | Resultado | Visitante  | Estadio      | Fecha        |         |
| --------------- | --------- | ---------- | ------------ | ------------ | ------- |
| Sarmiento       | 0 - 2     | San Martín | Fontana      | 3 de febrero |         |
| Sportivo Unidas | 2 - 3     | Juventud   | 3 de febrero |              |         |

| Fecha 4    | Fecha 4   | Fecha 4         | Fecha 4 | Fecha 4       | Fecha 4 |
| Local      | Resultado | Visitante       | Estadio | Fecha         |         |
| ---------- | --------- | --------------- | ------- | ------------- | ------- |
| Sarmiento  | 0 - 0     | Juventud        | Fontana | 10 de febrero |         |
| San Martín | 2 - 1     | Sportivo Unidas | Formosa | 10 de febrero |         |

| Fecha 5         | Fecha 5   | Fecha 5    | Fecha 5         | Fecha 5       | Fecha 5 |
| Local           | Resultado | Visitante  | Estadio         | Fecha         |         |
| --------------- | --------- | ---------- | --------------- | ------------- | ------- |
| Juventud        | 0 - 0     | San Martín | Puerto Tirol    | 16 de febrero |         |
| Sportivo Unidas | 2 - 6     | Sarmiento  | Colonias Unidas | 17 de febrero |         |

| Fecha 6    | Fecha 6   | Fecha 6         | Fecha 6      | Fecha 6       | Fecha 6 |
| Local      | Resultado | Visitante       | Estadio      | Fecha         |         |
| ---------- | --------- | --------------- | ------------ | ------------- | ------- |
| San Martín | 3 - 1     | Sarmiento       | Formosa      | 23 de febrero |         |
| Juventud   | 2 - 0     | Sportivo Unidas | Puerto Tirol | 23 de febrero |         |

| 1. |

Grupo 30
| Equipo                                 | Pts | PJ | PG | PE | PP | GF | GC | Dif |
| -------------------------------------- | --- | -- | -- | -- | -- | -- | -- | --- |
| Deportivo San Jorge (Hermoso Campo)    | 12  | 4  | 4  | 0  | 0  | 9  | 5  | 4   |
| Deportivo Alianza (Campo Largo)        | 2   | 4  | 0  | 2  | 2  | 6  | 8  | -2  |
| Sportivo Cultural (Juan José Castelli) | 2   | 4  | 0  | 2  | 2  | 3  | 5  | -2  |

### Grupos 31 a 40
Grupo 31
| Equipo                       | Pts | PJ | PG | PE | PP | GF | GC | Dif |
| ---------------------------- | --- | -- | -- | -- | -- | -- | -- | --- |
| 17 de agosto (Clorinda)      | 10  | 4  | 3  | 1  | 0  | 8  | 4  | 4   |
| Atlético Libertad (Ibarreta) | 4   | 4  | 1  | 1  | 2  | 7  | 5  | 2   |
| San José Obrero (Formosa)    | 3   | 4  | 1  | 0  | 3  | 4  | 10 | -6  |

Grupo 32
| Equipo                          | Pts | PJ | PG | PE | PP | GF | GC | Dif |
| ------------------------------- | --- | -- | -- | -- | -- | -- | -- | --- |
| Racing Club (Reconquista)       | 9   | 6  | 2  | 3  | 1  | 13 | 10 | 3   |
| Huracán FC (Villa Ocampo)       | 9   | 6  | 3  | 0  | 3  | 7  | 9  | -2  |
| Atlético Adelante (Reconquista) | 8   | 6  | 2  | 2  | 2  | 11 | 10 | 1   |
| Ocampo Fábrica (Villa Ocampo)   | 7   | 6  | 2  | 1  | 3  | 9  | 11 | -2  |

Grupo 33
| Equipo                         | Pts | PJ | PG | PE | PP | GF | GC | Dif |
| ------------------------------ | --- | -- | -- | -- | -- | -- | -- | --- |
| Newell's Old Boys (Santa Fe)   | 11  | 6  | 3  | 2  | 1  | 11 | 6  | 5   |
| Sanjustino (San Justo)         | 10  | 6  | 3  | 1  | 2  | 13 | 10 | 3   |
| Argentino de Quilmes (Rafaela) | 9   | 6  | 3  | 0  | 3  | 13 | 10 | 3   |
| Atlético Ceres Unión (Ceres)   | 4   | 6  | 1  | 1  | 4  | 8  | 19 | -11 |

Grupo 34
| Equipo                                 | Pts | PJ | PG | PE | PP | GF | GC | Dif |
| -------------------------------------- | --- | -- | -- | -- | -- | -- | -- | --- |
| Atlético Argentino (San Carlos Centro) | 10  | 6  | 3  | 1  | 2  | 10 | 4  | 6   |
| La Perla del Oeste (Recreo Sur)        | 8   | 6  | 2  | 2  | 2  | 8  | 7  | 1   |
| Unión Progresista (San Carlos Sud)     | 8   | 6  | 2  | 2  | 2  | 9  | 12 | -3  |
| La Emilia Mutual y Social (San Jorge)  | 6   | 6  | 1  | 3  | 2  | 6  | 10 | -4  |

Grupo 35
| Equipo                                 | Pts | PJ | PG | PE | PP | GF | GC | Dif |
| -------------------------------------- | --- | -- | -- | -- | -- | -- | -- | --- |
| Sportivo AC (Las Parejas)              | 11  | 6  | 3  | 2  | 1  | 11 | 5  | 6   |
| CA Coronel Aguirre (Gobernador Gálvez) | 10  | 6  | 2  | 4  | 0  | 13 | 6  | 7   |
| Atlético Americano (Carlos Pellegrini) | 10  | 6  | 3  | 1  | 2  | 10 | 13 | -3  |
| Atlético Belgrano (Arequito)           | 1   | 6  | 0  | 1  | 5  | 6  | 16 | -10 |

Grupo 36
| Equipo                                | Pts | PJ | PG | PE | PP | GF | GC | Dif |
| ------------------------------------- | --- | -- | -- | -- | -- | -- | -- | --- |
| Arroyo Seco AC (Arroyo Seco)          | 15  | 6  | 5  | 0  | 1  | 22 | 7  | 15  |
| Sportivo Rivadavia (Venado Tuerto)    | 15  | 6  | 5  | 0  | 1  | 15 | 7  | 8   |
| Alumni (Casilda)                      | 3   | 6  | 1  | 0  | 5  | 15 | 20 | -5  |
| Independiente FC (Villa Constitución) | 3   | 6  | 1  | 0  | 5  | 6  | 14 | -8  |

Grupo 37
| Equipo                                  | Pts | PJ | PG | PE | PP | GF | GC | Dif |
| --------------------------------------- | --- | -- | -- | -- | -- | -- | -- | --- |
| Atlético San Miguel (General Las Heras) | 9   | 4  | 3  | 0  | 1  | 9  | 2  | 7   |
| UD Provincial (Empalme Lobos)           | 7   | 4  | 2  | 1  | 1  | 11 | 6  | 5   |
| AD El Salado (General Belgrano)         | 1   | 4  | 0  | 1  | 3  | 5  | 17 | -12 |

Grupo 38
| Equipo                         | Pts | PJ | PG | PE | PP | GF | GC | Dif |
| ------------------------------ | --- | -- | -- | -- | -- | -- | -- | --- |
| Atlético Ranchos (Ranchos)     | 7   | 4  | 2  | 1  | 1  | 4  | 4  | 0   |
| Atlético Chascomús (Chascomús) | 5   | 4  | 1  | 2  | 1  | 5  | 5  | 0   |
| Estrella (Berisso)             | 4   | 4  | 1  | 1  | 2  | 4  | 4  | 0   |

Grupo 39
| Equipo                                   | Pts | PJ | PG | PE | PP | GF | GC | Dif |
| ---------------------------------------- | --- | -- | -- | -- | -- | -- | -- | --- |
| SD Santa Teresita (Santa Teresita)       | 9   | 6  | 2  | 3  | 1  | 7  | 7  | 0   |
| CS Deportivo Mar del Tuyu (Mar del Tuyu) | 9   | 6  | 2  | 3  | 1  | 7  | 5  | 2   |
| Deportivo Castelli (Castelli)            | 7   | 6  | 1  | 4  | 1  | 7  | 7  | 0   |
| Sarmiento (Dolores)                      | 5   | 6  | 1  | 2  | 3  | 6  | 8  | -2  |

Grupo 40
| Equipo                               | Pts | PJ | PG | PE | PP | GF | GC | Dif |
| ------------------------------------ | --- | -- | -- | -- | -- | -- | -- | --- |
| Atlético Villa Gesell (Villa Gesell) | 12  | 6  | 3  | 3  | 0  | 12 | 7  | 5   |
| Unión (Mar del Plata)                | 11  | 6  | 3  | 2  | 1  | 10 | 5  | 5   |
| San Lorenzo (Villa Gesell)           | 7   | 6  | 1  | 4  | 1  | 6  | 7  | -1  |
| Defensores Unidos (Santa Teresita)   | 1   | 6  | 0  | 1  | 5  | 5  | 14 | -9  |

### Grupos 41 a 50
Grupo 41
| Equipo                         | Pts | PJ | PG | PE | PP | GF | GC | Dif |
| ------------------------------ | --- | -- | -- | -- | -- | -- | -- | --- |
| Atlético Rivadavia (Necochea)  | 9   | 6  | 2  | 3  | 1  | 12 | 8  | 4   |
| SD Estación Quequén (Quequén)  | 9   | 6  | 2  | 3  | 1  | 8  | 7  | 1   |
| Independencia (Gonzalo Chávez) | 6   | 6  | 1  | 3  | 2  | 7  | 11 | -5  |
| Atlético Lilan (Laprida)       | 5   | 6  | 0  | 5  | 1  | 7  | 8  | -1  |

Grupo 42
| Equipo                                 | Pts | PJ | PG | PE | PP | GF | GC | Dif |
| -------------------------------------- | --- | -- | -- | -- | -- | -- | -- | --- |
| Atlético Libertad (Villa Rosas)        | 12  | 6  | 3  | 3  | 0  | 7  | 4  | 3   |
| Defensores Buena Parada (Río Colorado) | 10  | 6  | 3  | 1  | 2  | 10 | 12 | -2  |
| Rosario Puerto Belgrano (Punta Alta)   | 6   | 6  | 1  | 3  | 2  | 10 | 9  | 1   |
| Independiente (Río Colorado)           | 4   | 6  | 1  | 1  | 4  | 10 | 12 | -2  |

Grupo 43
| Equipo                         | Pts | PJ | PG | PE | PP | GF | GC | Dif |
| ------------------------------ | --- | -- | -- | -- | -- | -- | -- | --- |
| Chacarita Juniors FC (Azul)    | 14  | 6  | 4  | 2  | 0  | 11 | 7  | 4   |
| Independiente (Tandil)         | 10  | 6  | 3  | 1  | 2  | 10 | 7  | 3   |
| Atlético Cemento Armado (Azul) | 7   | 6  | 2  | 1  | 3  | 11 | 11 | 0   |
| Gimnasia y Esgrima (Tandil)    | 3   | 6  | 1  | 0  | 5  | 9  | 16 | -7  |

Grupo 44
| Equipo                         | Pts | PJ | PG | PE | PP | GF | GC | Dif |
| ------------------------------ | --- | -- | -- | -- | -- | -- | -- | --- |
| Botafogo FC (Rauch)            | 12  | 6  | 4  | 0  | 2  | 13 | 6  | 7   |
| Atlético Defensores (Ayacucho) | 12  | 6  | 4  | 0  | 2  | 10 | 7  | 5   |
| Atlético Sarmiento (Ayacucho)  | 6   | 6  | 2  | 0  | 4  | 8  | 13 | -5  |
| Ferrocarril Roca (Las Flores)  | 6   | 6  | 2  | 0  | 4  | 7  | 12 | -5  |

Grupo 45
| Equipo                                  | Pts | PJ | PG | PE | PP | GF | GC | Dif |
| --------------------------------------- | --- | -- | -- | -- | -- | -- | -- | --- |
| Atlético Huracán (Saladillo)            | 8   | 4  | 2  | 2  | 0  | 10 | 4  | 6   |
| Defensores de Plaza España (25 de mayo) | 6   | 4  | 1  | 3  | 0  | 7  | 4  | 3   |
| Atlético Argentino (25 de mayo)         | 1   | 4  | 0  | 1  | 3  | 2  | 11 | -9  |

Grupo 46
| Equipo                         | Pts | PJ | PG | PE | PP | GF | GC | Dif |
| ------------------------------ | --- | -- | -- | -- | -- | -- | -- | --- |
| SD El Fotín (Olavarría)        | 14  | 6  | 4  | 2  | 0  | 11 | 5  | 6   |
| Atlético Bull Dog (Daireaux)   | 7   | 6  | 2  | 1  | 3  | 11 | 11 | 0   |
| Independiente (Bolívar)        | 7   | 6  | 2  | 1  | 3  | 10 | 13 | -3  |
| FC Ferrocarril Sud (Olavarría) | 5   | 6  | 1  | 2  | 3  | 4  | 7  | -3  |

Grupo 47
| Equipo                                | Pts | PJ | PG | PE | PP | GF | GC | Dif |
| ------------------------------------- | --- | -- | -- | -- | -- | -- | -- | --- |
| Atlético Once Tigres (Nueve de Julio) | 16  | 6  | 5  | 1  | 0  | 18 | 7  | 11  |
| Defensores del Este (Pehuajo)         | 10  | 6  | 3  | 1  | 2  | 9  | 8  | 1   |
| Deportivo Argentino (Pehuajo)         | 4   | 6  | 1  | 1  | 4  | 9  | 12 | -3  |
| Libertad FC (Nueve de Julio)          | 4   | 6  | 1  | 1  | 4  | 7  | 16 | -9  |

Grupo 48
| Equipo                                  | Pts | PJ | PG | PE | PP | GF | GC | Dif |
| --------------------------------------- | --- | -- | -- | -- | -- | -- | -- | --- |
| All Boys (Santa Rosa)                   | 7   | 4  | 2  | 1  | 1  | 7  | 5  | 2   |
| CF Ferro Carril Oeste (Trenque Lauquen) | 5   | 4  | 1  | 2  | 1  | 4  | 5  | -1  |
| Atlético Rivadavia (América)            | 4   | 4  | 1  | 1  | 2  | 6  | 7  | -1  |

Grupo 49
| Equipo                              | Pts | PJ | PG | PE | PP | GF | GC | Dif |
| ----------------------------------- | --- | -- | -- | -- | -- | -- | -- | --- |
| CSD Ascensión (Ascensión)           | 9   | 4  | 3  | 0  | 1  | 6  | 4  | 2   |
| Juventud Pueyrredón (Venado Tuerto) | 6   | 4  | 2  | 0  | 2  | 6  | 6  | 0   |
| Singlar CSD (Ascensión)             | 3   | 4  | 1  | 0  | 3  | 6  | 8  | -2  |

Grupo 50
| Equipo                    | Pts | PJ | PG | PE | PP | GF | GC | Dif |
| ------------------------- | --- | -- | -- | -- | -- | -- | -- | --- |
| Racing Club (Colón)       | 14  | 6  | 4  | 2  | 0  | 12 | 3  | 9   |
| Sportivo Barracas (Colón) | 11  | 6  | 3  | 2  | 1  | 11 | 5  | 6   |
| Jorge Newbery (Rojas)     | 5   | 6  | 1  | 2  | 3  | 2  | 10 | -8  |
| Atlético Juventud (Rojas) | 2   | 6  | 0  | 2  | 4  | 1  | 8  | -7  |

### Grupos 51 a 60
Grupo 51
| Equipo                            | Pts | PJ | PG | PE | PP | GF | GC | Dif |
| --------------------------------- | --- | -- | -- | -- | -- | -- | -- | --- |
| Sportivo Baradero (Baradero)      | 11  | 6  | 3  | 2  | 1  | 12 | 6  | 6   |
| Argentino Oeste (San Nicolás)     | 10  | 6  | 3  | 1  | 2  | 10 | 8  | 2   |
| Regatas San Nicolás (San Nicolás) | 7   | 6  | 2  | 1  | 3  | 7  | 11 | -4  |
| Atlético Baradero (Baradero)      | 3   | 6  | 2  | 0  | 4  | 6  | 10 | -4  |

Grupo 52
| Equipo                        | Pts | PJ | PG | PE | PP | GF | GC | Dif |
| ----------------------------- | --- | -- | -- | -- | -- | -- | -- | --- |
| Sports Club (Pergamino)       | 13  | 6  | 4  | 1  | 1  | 16 | 8  | 8   |
| Conesa FC (Conesa)            | 11  | 6  | 3  | 2  | 1  | 15 | 9  | 6   |
| CSD San Francisco (Arrecifes) | 6   | 6  | 2  | 0  | 4  | 7  | 11 | -4  |
| Obras Sanitarias (Arrecifes)  | 4   | 6  | 1  | 1  | 4  | 9  | 19 | -10 |

Grupo 53
| Equipo                               | Pts | PJ | PG | PE | PP | GF | GC | Dif |
| ------------------------------------ | --- | -- | -- | -- | -- | -- | -- | --- |
| Paraná FC (San Pedro)                | 13  | 6  | 4  | 1  | 1  | 9  | 6  | 3   |
| Unión (Del Viso)                     | 8   | 6  | 2  | 2  | 2  | 5  | 6  | -1  |
| Lima FC (Lima)                       | 7   | 6  | 2  | 1  | 3  | 7  | 7  | 0   |
| Atlético Caza y Pesca (Don Torcuato) | 5   | 6  | 1  | 2  | 3  | 8  | 10 | -2  |

Grupo 54
| Equipo                            | Pts | PJ | PG | PE | PP | GF | GC | Dif |
| --------------------------------- | --- | -- | -- | -- | -- | -- | -- | --- |
| Atlético Las Palometas (Mercedes) | 12  | 6  | 4  | 0  | 2  | 13 | 8  | 5   |
| Atlético Luján (Luján)            | 11  | 6  | 3  | 2  | 1  | 10 | 6  | 4   |
| Platense (Luján)                  | 8   | 6  | 2  | 2  | 2  | 11 | 12 | -1  |
| Atlético Abrojal (Pilar)          | 3   | 6  | 1  | 0  | 5  | 4  | 12 | -8  |

Grupo 55
| Equipo                                | Pts | PJ | PG | PE | PP | GF | GC | Dif |
| ------------------------------------- | --- | -- | -- | -- | -- | -- | -- | --- |
| SAC Florencio Varela (Chilvicoy)      | 14  | 6  | 4  | 2  | 0  | 9  | 2  | 7   |
| Mutual Camioneros (General Rodríguez) | 10  | 6  | 3  | 1  | 2  | 12 | 5  | 7   |
| Club Mercedes (Mercedes)              | 7   | 6  | 2  | 1  | 3  | 6  | 11 | -5  |
| Estudiantes (Mercedes)                | 2   | 6  | 0  | 2  | 4  | 5  | 14 | -9  |

Grupo 56
| Equipo                              | Pts | PJ | PG | PE | PP | GF | GC | Dif |
| ----------------------------------- | --- | -- | -- | -- | -- | -- | -- | --- |
| Sports Salto (Salto)                | 11  | 6  | 3  | 2  | 1  | 10 | 5  | 5   |
| CSCD Gimnasia y Esgrima (Chilvicoy) | 11  | 6  | 3  | 2  | 1  | 6  | 4  | 2   |
| Atlético Independiente (Chilvicoy)  | 11  | 6  | 3  | 2  | 1  | 7  | 3  | 4   |
| 9 de julio (Chacabuco)              | 0   | 6  | 0  | 0  | 6  | 3  | 14 | -11 |

Grupo 57
| Equipo                     | Pts | PJ | PG | PE | PP | GF | GC | Dif |
| -------------------------- | --- | -- | -- | -- | -- | -- | -- | --- |
| Jorge Newbery (Junín)      | 13  | 6  | 4  | 1  | 1  | 15 | 9  | 6   |
| Sportivo Bragado (Bragado) | 12  | 6  | 4  | 0  | 2  | 11 | 10 | 1   |
| CSD La Candela (Alberti)   | 5   | 6  | 1  | 2  | 3  | 9  | 12 | -3  |
| Atlético Rivadavia (Junín) | 4   | 6  | 1  | 1  | 4  | 7  | 11 | -4  |

Grupo 58
| Equipo                                    | Pts | PJ | PG | PE | PP | GF | GC | Dif |
| ----------------------------------------- | --- | -- | -- | -- | -- | -- | -- | --- |
| Viamonte FC (Los Toldos)                  | 11  | 6  | 3  | 2  | 1  | 10 | 5  | 5   |
| Atlético Argentino (Lincoln)              | 8   | 6  | 2  | 2  | 2  | 8  | 8  | 0   |
| Villa Belgrano (Junín)                    | 7   | 6  | 1  | 4  | 1  | 8  | 6  | 2   |
| Atlético Buenos Aires al Pacífico (Junín) | 6   | 6  | 2  | 0  | 4  | 7  | 14 | -7  |

Grupo 59
| Equipo                               | Pts | PJ | PG | PE | PP | GF | GC | Dif |
| ------------------------------------ | --- | -- | -- | -- | -- | -- | -- | --- |
| Bernardo O'Higgins (Río Grande)      | 10  | 6  | 3  | 1  | 2  | 5  | 9  | -4  |
| Lago Argentino (El Calafate)         | 8   | 6  | 2  | 2  | 2  | 9  | 6  | 3   |
| Boxing Club (Río Gallegos)           | 7   | 6  | 2  | 1  | 3  | 9  | 8  | 1   |
| Defensores del Carmen (Río Gallegos) | 7   | 6  | 1  | 4  | 1  | 7  | 7  | 0   |

Grupo 60
| Equipo                                  | Pts | PJ | PG | PE | PP | GF | GC | Dif |
| --------------------------------------- | --- | -- | -- | -- | -- | -- | -- | --- |
| Sportivo Santa Cruz (Puerto Santa Cruz) | 13  | 6  | 4  | 1  | 1  | 12 | 8  | 4   |
| Estrella del Sur (Caleta Olivia)        | 11  | 6  | 3  | 2  | 1  | 12 | 6  | 6   |
| Atlético San Julián (Puerto San Julián) | 5   | 6  | 1  | 2  | 3  | 5  | 13 | -8  |
| Catamarca FC (Caleta Olivia)            | 4   | 6  | 1  | 1  | 4  | 7  | 9  | -2  |

### Grupos 60 a 67
Grupo 61
| Equipo                               | Pts | PJ | PG | PE | PP | GF | GC | Dif |
| ------------------------------------ | --- | -- | -- | -- | -- | -- | -- | --- |
| Huracán (Trelew)                     | 14  | 6  | 4  | 2  | 0  | 10 | 4  | 6   |
| SD Petroquímica (Comodoro Rivadavia) | 10  | 6  | 3  | 1  | 2  | 8  | 6  | 2   |
| Deportivo Sarmiento (Sarmiento)      | 6   | 6  | 1  | 3  | 2  | 7  | 9  | -2  |
| Belgrano (Esquel)                    | 2   | 6  | 0  | 2  | 4  | 5  | 11 | -6  |

Grupo 62
| Equipo                              | Pts | PJ | PG | PE | PP | GF | GC | Dif |
| ----------------------------------- | --- | -- | -- | -- | -- | -- | -- | --- |
| Huracán (Comodoro Rivadavia)        | 10  | 4  | 3  | 1  | 0  | 4  | 1  | 3   |
| Defensores de la Ribera (Rawson)    | 4   | 4  | 1  | 1  | 2  | 5  | 9  | -4  |
| Jorge Newberry (Comodoro Rivadavia) | 3   | 4  | 1  | 0  | 3  | 7  | 6  | 1   |

Grupo 63
| Equipo                              | Pts | PJ | PG | PE | PP | GF | GC | Dif |
| ----------------------------------- | --- | -- | -- | -- | -- | -- | -- | --- |
| Petrolero Argentino (Plaza Huincul) | 16  | 6  | 5  | 1  | 0  | 17 | 4  | 13  |
| Atlético Pacífico (Neuquén)         | 12  | 6  | 4  | 0  | 2  | 13 | 7  | 6   |
| Deportivo Villa La Angostura        | 4   | 6  | 1  | 1  | 4  | 5  | 12 | -7  |
| CSDC 3 de mayo (Bariloche)          | 3   | 6  | 1  | 0  | 5  | 8  | 20 | -12 |

Grupo 64
| Equipo                             | Pts | PJ | PG | PE | PP | GF | GC | Dif |
| ---------------------------------- | --- | -- | -- | -- | -- | -- | -- | --- |
| Club Bicicross (Senillosa)         | 12  | 6  | 4  | 0  | 2  | 10 | 6  | 4   |
| Alianza (Cutral-Có)                | 12  | 6  | 4  | 0  | 2  | 17 | 8  | 9   |
| Club Fernández Oro (Fernández Oro) | 9   | 6  | 3  | 0  | 3  | 4  | 10 | -6  |
| Indepenciente (Bariloche)          | 3   | 6  | 1  | 0  | 5  | 8  | 15 | -7  |

Grupo 65
| Equipo                            | Pts | PJ | PG | PE | PP | GF | GC | Dif |
| --------------------------------- | --- | -- | -- | -- | -- | -- | -- | --- |
| AD Centenario (Centenario)        | 18  | 6  | 6  | 0  | 0  | 18 | 7  | 11  |
| SD Los Menucos (Los Menucos)      | 10  | 6  | 3  | 1  | 2  | 19 | 13 | 6   |
| Círculo Italiano (Villa Regina)   | 7   | 6  | 2  | 1  | 3  | 14 | 14 | 0   |
| Independiente (San Antonio Oeste) | 0   | 6  | 0  | 0  | 6  | 5  | 22 | -18 |

Grupo 66
| Equipo                                | Pts | PJ | PG | PE | PP | GF | GC | Dif |
| ------------------------------------- | --- | -- | -- | -- | -- | -- | -- | --- |
| San Lorenzo de Barrio Lindo           | 16  | 6  | 5  | 1  | 0  | 12 | 2  | 10  |
| CS Deportivo Patagones                | 11  | 6  | 3  | 2  | 1  | 14 | 6  | 8   |
| Sportsman (Choele Choel)              | 7   | 6  | 2  | 1  | 3  | 13 | 14 | -1  |
| Deportivo Luis Beltrán (Luis Beltrán) | 0   | 6  | 0  | 0  | 6  | 2  | 19 | -17 |

Grupo 67
| Equipo                                | Pts | PJ | PG | PE | PP | GF | GC | Dif |
| ------------------------------------- | --- | -- | -- | -- | -- | -- | -- | --- |
| General Belgrano (Santa Rosa)         | 13  | 6  | 4  | 1  | 1  | 18 | 8  | 10  |
| Ferrocarril Oeste (Intendente Alvear) | 11  | 6  | 3  | 2  | 1  | 10 | 8  | 2   |
| Ferrocarril Oeste (General Pico)      | 9   | 6  | 2  | 3  | 1  | 10 | 9  | 1   |
| Atlético Santa Rosa (Santa Rosa)      | 0   | 6  | 0  | 0  | 6  | 6  | 19 | -13 |

### Mejores segundos
| Grupo | Equipo                                       | Pts | PJ | PG | PE | PP | GF | GC | Dif |
| ----- | -------------------------------------------- | --- | -- | -- | -- | -- | -- | -- | --- |
| 37    | UD Provincial (Empalme Lobos)                | 7   | 4  | 2  | 1  | 1  | 11 | 6  | 5   |
| 20    | Deportivo Unión (San José de Feliciano)      | 7   | 4  | 2  | 1  | 1  | 7  | 4  | 3   |
| 22    | Salto Grande (Concordia)                     | 7   | 4  | 2  | 1  | 1  | 5  | 4  | 1   |
| 26    | Deportivo Puente Seco (Paso de los Libres)   | 6   | 4  | 1  | 3  | 0  | 8  | 5  | 3   |
| 45    | Defensores de Plaza España (25 de mayo)      | 6   | 4  | 1  | 3  | 0  | 7  | 4  | 3   |
| 23    | Atlético Palermo (Paraná)                    | 6   | 4  | 2  | 0  | 2  | 8  | 8  | 0   |
| 49    | Juventud Pueyrredón (Venado Tuerto)          | 6   | 4  | 2  | 0  | 2  | 6  | 6  | 0   |
| 18    | CSD Altos de Chipión (Altos de Chipión)      | 6   | 4  | 2  | 0  | 2  | 7  | 8  | -1  |
| 12    | Deportivo Tabacal (El Tabacal)               | 5   | 4  | 1  | 2  | 1  | 6  | 6  | 0   |
| 38    | Atlético Chascomús (Chascomús)               | 5   | 4  | 1  | 2  | 1  | 5  | 5  | 0   |
| 48    | C.F. Ferro Carril Oeste (Trenque Lauquen)    | 5   | 4  | 1  | 2  | 1  | 4  | 5  | -1  |
| 16    | Sportivo Pringles (Villa Mercedes)           | 5   | 4  | 1  | 2  | 1  | 3  | 4  | -1  |
| 15    | Asociación de Empleados Bancarios (San Luis) | 5   | 4  | 1  | 2  | 1  | 3  | 4  | -1  |
| 62    | Defensores de la Ribera (Rawson)             | 4   | 4  | 1  | 1  | 2  | 5  | 9  | -4  |
| 31    | Atlético Libertad (Ibarreta)                 | 4   | 4  | 1  | 1  | 2  | 7  | 5  | 2   |
| 30    | Deportivo Alianza (Campo Largo)              | 2   | 4  | 0  | 2  | 2  | 6  | 8  | -2  |

## Segunda fase

### Primera Eliminatoria
| Llave   | Local - Ida                                | Global         | Local - Vuelta                                  | Ida   | Vuelta |
| ------- | ------------------------------------------ | -------------- | ----------------------------------------------- | ----- | ------ |
| Llave 1 | Independiente (La Rioja)                   | (2) 4 - 4 (3)  | Mitre (Santiago del Estero)                     | 2 - 0 | 2 - 4  |
| Llave 1 | San Fernando (Ingenio Leales)              | 2 - 1          | Ferrocarril del Estado (Chumbicha)              | 2 - 0 | 0 - 1  |
| Llave 1 | Atlético Concepción                        | 1 - 0          | Unión Santiago (Santiago del Estero)            | 1 - 0 | 0 - 0  |
| Llave 1 | San Martín (El Bañado)                     | 4 - 7          | Central Argentino (La Banda)                    | 4 - 0 | 0 - 7  |
| Llave 1 | Huracán (San Rafael)                       | (4) 2 - 2 (3)  | Unión (Villa Krause)                            | 2 - 0 | 0 - 2  |
| Llave 1 | Sportivo del Bono                          | (3) 2 - 2 (0)  | Leonardo Murialdo (Villa Nueva)                 | 2 - 1 | 0 - 1  |
| Llave 1 | Gutiérrez Sport Club                       | (9) 2 - 2 (10) | Sportivo Peñarol (Chimbas)                      | 2 - 1 | 0 - 1  |
| Llave 1 | Américo Tesorieri                          | (4) 3 - 3 (5)  | Sportivo Árbol Verde                            | 3 - 1 | 0 - 2  |
| Llave 2 | Sportivo Rivadavia (Venado Tuerto)         | (4) 2 - 2 (3)  | Alianza Toro-Everton (Coronel Moldes)           | 2 - 1 | 0 - 1  |
| Llave 2 | Independiente Dolores                      | (6) 4 - 4 (7)  | Huracán Las Heras                               | 3 - 3 | 1 - 1  |
| Llave 2 | Deportivo Tabacal                          | 3 - 2          | C.S.D. Atlas                                    | 1 - 0 | 2 - 2  |
| Llave 2 | Tiro y Deportes Río Grande                 | 4 - 2          | Atlético Gorriti (San Salvador)                 | 3 - 1 | 1 - 1  |
| Llave 2 | Atlético Mitre (Nueva Orán)                | 0 - 3          | Sportivo Rivadavia (Perico)                     | 0 - 3 | 0 - 0  |
| Llave 2 | Monterrico San Vicente                     | 2 - 3          | Independiente (H. Yrigoyen)                     | 2 - 1 | 0 - 2  |
| Llave 2 | Deportivo Taco Pozo                        | 2 - 4          | Sportivo El Carril                              | 0 - 2 | 2 - 2  |
| Llave 2 | Deportivo Villa San Antonio                | (5) 2 - 2 (3)  | Deportivo Talleres (Metán)                      | 0 - 0 | 2 - 2  |
| Llave 3 | Atlético Palermo (Paraná)                  | (3) 1 - 1 (4)  | Newell's Old Boys (Santa Fe)                    | 1 - 0 | 0 - 1  |
| Llave 3 | La Perla del Oeste (Recreo)                | 1 - 3          | Sportivo A.C. (Las Parejas)                     | 1 - 2 | 0 - 1  |
| Llave 3 | Deportivo San Jorge (Hermoso Campo)        | 2 - 1          | Ferrocarril General Belgrano (Roque Saenz Peña) | 2 - 0 | 0 - 1  |
| Llave 3 | Sanjustino (San Justo)                     | 4 - 5          | Racing Club (Reconquista)                       | 2 - 2 | 2 - 3  |
| Llave 3 | Altos de Chipión                           | 0 - 1          | Argentino (Marcos Juárez)                       | 0 - 1 | 0 - 0  |
| Llave 3 | Escuela Presidente Roca                    | 4 - 2          | Sociedad Sportiva Devoto                        | 3 - 1 | 1 - 1  |
| Llave 3 | Argentino Oeste (San Nicolás)              | 2 - 3          | Arroyo Seco A.C.                                | 2 - 1 | 0 - 2  |
| Llave 3 | Coronel Aguirre (Gobernador Gálvez)        | (3) 3 - 3 (4)  | Atlético Argentino (San Carlos Centro)          | 2 - 2 | 1 - 1  |
| Llave 4 | Sportivo Pampa (Pampa del Infierno)        | 2 - 4          | Resistencia Central                             | 1 - 1 | 1 - 3  |
| Llave 4 | Don Orione A.C.                            | (1) 3 - 3 (3)  | Sportivo Ferroviario                            | 3 - 1 | 0 - 2  |
| Llave 4 | Huracán F.C. (Villa Ocampo)                | 1 - 6          | Juventud (Puerto Tirol)                         | 1 - 2 | 0 - 4  |
| Llave 4 | 17 de agosto (Clorinda)                    | 2 - 4          | General San Martín                              | 0 - 2 | 2 - 2  |
| Llave 4 | Fusión Deportiva Huracán-Brown (Posadas)   | 2 - 3          | Deportivo Vicov                                 | 1 - 1 | 1 - 2  |
| Llave 4 | Huracán (Corrientes)                       | 0 - 5          | Atlético Bartolomé Mitre (Posadas)              | 0 - 1 | 0 - 4  |
| Llave 4 | Deportivo Puente Seco (Paso de los Libres) | 4 - 6          | Unión (San José de Feliciano)                   | 2 - 5 | 2 - 1  |
| Llave 4 | Salto Grande (Concordia)                   | 7 - 0          | Atlético Nueva Vizcaya                          | 1 - 0 | 6 - 0  |
| Llave 5 | Sportivo Baradero                          | 4 - 3          | Racing Club (Colón)                             | 2 - 1 | 2 - 2  |
| Llave 5 | Atlético Argentino (Lincoln)               | 3 - 1          | Jorge Newbery (Junín)                           | 1 - 0 | 2 - 1  |
| Llave 5 | Juventud y Ferrocarril Unidos              | (3) 3 - 3 (2)  | Atlético María Grande                           | 0 - 0 | 3 - 3  |
| Llave 5 | Atlético Uruguay (Concepción del Uruguay)  | 2 - 5          | Central Entrerriano (Gualeguaychú)              | 2 - 3 | 0 - 2  |
| Llave 5 | Conesa F.C.                                | 3 - 5          | Paraná F.C.                                     | 1 - 2 | 2 - 3  |
| Llave 5 | Sportivo Barracas (Colón)                  | (2) 2 - 2 (3)  | Sports Club (Pergamino)                         | 2 - 0 | 0 - 2  |
| Llave 5 | Juventud Pueyrredon (Venado Tuerto)        | 4 - 8          | Asociación Española Jorge Ross                  | 1 - 4 | 3 - 4  |
| Llave 5 | S. y D. Ascensión                          | (8) 1 - 1 (7)  | Viamonte F.C. (Los Toldos)                      | 0 - 0 | 1 - 1  |
| Llave 6 | Camioneros (General Rodríguez)             | 4 - 6          | Sports Salto                                    | 3 - 2 | 1 - 4  |
| Llave 6 | Unión (Del Viso)                           | 1 - 2          | Atlético Ranchos                                | 0 - 0 | 1 - 2  |
| Llave 6 | Atlético Luján                             | 5 - 0          | Florencio Varela (Chivilcoy)                    | 3 - 0 | 2 - 0  |
| Llave 6 | Gimnasia y Esgrima (Chivilcoy)             | 5 - 2          | Las Palometas (Mercedes)                        | 0 - 0 | 5 - 2  |
| Llave 6 | Defensores del Este (Pehuajó)              | 1 - 5          | El Fortín (Olavarría)                           | 0 - 2 | 1 - 3  |
| Llave 6 | Atlético Bull Dog (Daireaux)               | 1 - 3          | Once Tigres (Nueve de Julio)                    | 1 - 1 | 0 - 2  |
| Llave 6 | Sportivo Bragado                           | 4 - 3          | San Miguel (Las Heras)                          | 1 - 0 | 3 - 3  |
| Llave 6 | U.D. Provincial (Lobos)                    | 9 - 1          | Atlético Chascomús                              | 3 - 0 | 6 - 1  |
| Llave 7 | Huracán (Saladillo)                        | 3 - 0          | Botafogo F.C. (Rauch)                           | 1 - 0 | 2 - 0  |
| Llave 7 | Chacarita Juniors F.C. (Azul)              | (4) 5 - 5 (3)  | Defensores de Plaza España (25 de mayo)         | 3 - 2 | 2 - 3  |
| Llave 7 | Unión (Mar del Plata)                      | 4 - 0          | Estación Quequén                                | 2 - 0 | 2 - 0  |
| Llave 7 | A.D. Santa Teresita                        | 0 - 12         | Rivadavia (Necochea)                            | 0 - 5 | 0 - 7  |
| Llave 7 | Atlético Pacífico                          | 2 - 5          | General Belgrano (Santa Rosa)                   | 2 - 1 | 0 - 4  |
| Llave 7 | All Boys (Santa Rosa)                      | 1 - 2          | Ferrocarril Oeste (Intendente Alvear)           | 0 - 1 | 1 - 1  |
| Llave 7 | Independiente (Tandil)                     | 2 - 1          | Atlético Villa Gesell                           | 2 - 0 | 0 - 1  |
| Llave 7 | Deportivo Mar del Tuyú                     | 2 - 3          | Defensores (Ayacucho)                           | 2 - 0 | 0 - 3  |
| Llave 8 | Petroquímica (Comodoro Rivadavia)          | 3 - 4          | San Lorenzo de Barrio Lindo                     | 2 - 1 | 1 - 3  |
| Llave 8 | Huracán (Trelew)                           | 2 - 4          | Huracán (Comodoro Rivadavia)                    | 2 - 1 | 0 - 3  |
| Llave 8 | Bernardo O'Higgings (Río Grande)           | 0 - 2          | Sportivo Santa Cruz                             | 0 - 0 | 0 - 2  |
| Llave 8 | Lago Argentino (El Calafate)               | 3 - 9          | Estrella del Sur (Caleta Olivia)                | 1 - 0 | 2 - 9  |
| Llave 8 | S. y D. Los Menucos                        | 3 - 7          | Alianza (Cutral-Có)                             | 2 - 3 | 1 - 4  |
| Llave 8 | Defensores de Buena Parada                 | 3 - 5          | Centenario                                      | 1 - 0 | 2 - 5  |
| Llave 8 | Bicicross (Senillosa)                      | (5) 2 - 2 (4)  | Libertad (Villa Rosas)                          | 2 - 2 | 0 - 0  |
| Llave 8 | Deportivo Patagones                        | 3 - 5          | Petrolero Argentino (Plaza Huincul)             | 0 - 3 | 3 - 2  |

### Segunda Eliminatoria
| Llave   | Local - Ida                         | Global        | Local - Vuelta                          | Ida   | Vuelta |
| ------- | ----------------------------------- | ------------- | --------------------------------------- | ----- | ------ |
| Llave 1 | San Fernando (Ingenio Leales)       | 2 - 3         | Mitre (Santiago del Estero)             | 1 - 1 | 1 - 2  |
| Llave 1 | Atlético Concepción                 | 4 - 3         | Central Argentino (La Banda)            | 3 - 2 | 1 - 1  |
| Llave 1 | Huracán (San Rafael)                | 3 - 4         | Sportivo del Bono                       | 2 - 1 | 1 - 3  |
| Llave 1 | Sportivo Peñarol (Chimbas)          | 4 - 1         | Sportivo Árbol Verde                    | 2 - 0 | 2 - 1  |
| Llave 2 | Sportivo Rivadavia (Venado Tuerto)  | (2) 2 - 2 (4) | Huracán Las Heras                       | 1 - 0 | 1 - 2  |
| Llave 2 | Deportivo Tabacal                   | 5 - 7         | Tiro y Deportes Río Grande              | 3 - 2 | 2 - 5  |
| Llave 2 | Sportivo Rivadavia (Perico)         | 3 - 1         | Independiente (H. Yrigoyen)             | 1 - 0 | 2 - 1  |
| Llave 2 | Sportivo El Carril                  | 0 - 2         | Deportivo Villa San Antonio             | 0 - 2 | 0 - 0  |
| Llave 3 | Newell's Old Boys (Santa Fe)        | 2 - 5         | Sportivo A.C. (Las Parejas)             | 2 - 2 | 0 - 3  |
| Llave 3 | Deportivo San Jorge (Hermoso Campo) | 2 - 4         | Racing Club (Reconquista)               | 1 - 0 | 1 - 4  |
| Llave 3 | Argentino (Marcos Juárez)           | (4) 3 - 3 (3) | Escuela Presidente Roca                 | 1 - 1 | 2 - 2  |
| Llave 3 | Arroyo Seco A.C.                    | 4 - 1         | Atlético Argentino (San Carlos Centro)  | 2 - 1 | 2 - 0  |
| Llave 4 | Resistencia Central                 | 2 - 3         | Sportivo Ferroviario                    | 0 - 3 | 2 - 0  |
| Llave 4 | Juventud (Puerto Tirol)             | 1 - 4         | General San Martín                      | 0 - 0 | 1 - 4  |
| Llave 4 | Deportivo Vicov                     | (0) 2 - 2 (3) | Atlético Bartolomé Mitre (Posadas)      | 2 - 1 | 0 - 1  |
| Llave 4 | Unión (San José de Feliciano)       | 2 - 6         | Salto Grande (Concordia)                | 2 - 1 | 0 - 5  |
| Llave 5 | Sportivo Baradero                   | (3) 2 - 2 (0) | Atlético Argentino (Lincoln)            | 0 - 0 | 2 - 2  |
| Llave 5 | Juventud y Ferrocarril Unidos       | 1 - 2         | Central Entrerriano (Gualeguaychú)      | 0 - 0 | 1 - 2  |
| Llave 5 | Paraná F.C.                         | 1 - 2         | Sports Club (Pergamino)                 | 1 - 0 | 0 - 2  |
| Llave 5 | Asociación Española Jorge Ross      | 1 - 6         | S. y D. Ascensión                       | 0 - 3 | 1 - 3  |
| Llave 6 | Sports Salto                        | 7 - 3         | Atlético Ranchos                        | 4 - 0 | 3 - 3  |
| Llave 6 | Atlético Luján                      | 3 - 1         | Gimnasia y Esgrima (Chivilcoy)          | 2 - 0 | 1 - 1  |
| Llave 6 | El Fortín (Olavarría)               | 1 - 4         | Once Tigres (Nueve de Julio)            | 1 - 4 | 0 - 2  |
| Llave 6 | Sportivo Bragado                    | 2 - 4         | Atlético Chascomús                      | 2 - 2 | 0 - 2  |
| Llave 7 | Huracán (Saladillo)                 | (4) 2 - 2 (3) | Defensores de Plaza España (25 de mayo) | 0 - 0 | 2 - 2  |
| Llave 7 | Unión (Mar del Plata)               | (5) 2 - 2 (4) | Rivadavia (Necochea)                    | 1 - 1 | 1 - 1  |
| Llave 7 | General Belgrano (Santa Rosa)       | 0 - 2         | All Boys (Santa Rosa)                   | 0 - 1 | 0 - 1  |
| Llave 7 | Independiente (Tandil)              | 2 - 0         | Defensores (Ayacucho)                   | 1 - 0 | 1 - 0  |
| Llave 8 | San Lorenzo de Barrio Lindo         | 1 - 3         | Huracán (Comodoro Rivadavia)            | 1 - 1 | 0 - 2  |
| Llave 8 | Sportivo Santa Cruz                 | 3 - 3         | Estrella del Sur (Caleta Olivia)        | 2 - 2 | 1 - 1  |
| Llave 8 | Alianza (Cutral-Có)                 | 2 - 6         | Centenario                              | 2 - 1 | 0 - 5  |
| Llave 8 | Bicicrós (Senillosa)                | 1 - 2         | Petrolero Argentino (Plaza Huincul)     | 1 - 1 | 0 - 1  |

### Tercera Eliminatoria
| Llave   | Local - Ida                        | Global        | Local - Vuelta                      | Ida   | Vuelta |
| ------- | ---------------------------------- | ------------- | ----------------------------------- | ----- | ------ |
| Llave 1 | Mitre (Santiago del Estero)        | 2 - 2         | Atlético Concepción                 | 2 - 1 | 0 - 1  |
| Llave 1 | Sportivo del Bono                  | 4 - 3         | Sportivo Peñarol (Chimbas)          | 3 - 0 | 1 - 3  |
| Llave 2 | Huracán Las Heras                  | 2 - 3         | Tiro y Deportes Río Grande          | 1 - 1 | 1 - 2  |
| Llave 2 | Sportivo Rivadavia (Perico)        | 1 - 2         | Deportivo Villa San Antonio         | 1 - 1 | 0 - 1  |
| Llave 3 | Argentino (Marcos Juárez)          | 1 - 2         | Sportivo A.C. (Las Parejas)         | 1 - 0 | 0 - 2  |
| Llave 3 | Racing Club (Reconquista)          | 4 - 7         | Arroyo Seco A.C.                    | 1 - 3 | 3 - 4  |
| Llave 4 | General San Martín                 | (2) 2 - 2 (3) | Sportivo Ferroviario                | 1 - 1 | 1 - 1  |
| Llave 4 | Salto Grande (Concordia)           | 2 - 0         | Atlético Bartolomé Mitre (Posadas)  | 0 - 0 | 2 - 0  |
| Llave 5 | Central Entrerriano (Gualeguaychú) | 2 - 7         | Sports Club (Pergamino)             | 1 - 4 | 1 - 3  |
| Llave 5 | S. y D. Ascensión                  | 3 - 1         | Sportivo Baradero                   | 1 - 0 | 2 - 1  |
| Llave 6 | Atlético Luján                     | (4) 3 - 3 (2) | Sports Salto                        | 3 - 2 | 0 - 1  |
| Llave 6 | Atlético Chascomús                 | 1 - 6         | Once Tigres (Nueve de Julio)        | 0 - 1 | 1 - 5  |
| Llave 7 | Huracán (Saladillo)                | 2 - 4         | Independiente (Tandil)              | 1 - 1 | 1 - 3  |
| Llave 7 | Unión (Mar del Plata)              | (5) 3 - 3 (4) | All Boys (Santa Rosa)               | 2 - 0 | 1 - 3  |
| Llave 8 | Huracán (Comodoro Rivadavia)       | 2 - 1         | Estrella del Sur (Caleta Olivia)    | 2 - 0 | 0 - 1  |
| Llave 8 | Centenario                         | 1 - 0         | Petrolero Argentino (Plaza Huincul) | 1 - 0 | 0 - 0  |

### Cuarta Eliminatoria
| Llave   | Local - Ida                                                                                                  | Global        | Local - Vuelta               | Ida   | Vuelta |
| ------- | --- | ------------- | ---------------------------- | ----- | ------ |
| Llave 1 | Atlético Concepción                                                                                          | 2 - 1         | Sportivo del Bono            | 2 - 0 | 0 - 1  |
| Llave 1 | Atlético Concepción clasificó a la sexta eliminatoria; Sportivo del Bono debió jugar la quinta eliminatoria. |               |                              |       |        |
| Llave 2 | Tiro y Deportes Río Grande                                                                                   | (2) 3 - 3 (3) | Deportivo Villa San Antonio  | 2 - 1 | 1 - 2  |
| Llave 2 | Villa San Antonio clasificó a la sexta eliminatoria; Tiro y Deportes debió jugar la quinta eliminatoria.     |               |                              |       |        |
| Llave 3 | Sportivo A.C. (Las Parejas)                                                                                  | 3 - 0         | Arroyo Seco A.C.             | 0 - 0 | 3 - 0  |
| Llave 3 | Sportivo A.C. clasificó a la sexta eliminatoria; Arroyo Seco A.C. debió jugar la quinta eliminatoria.        |               |                              |       |        |
| Llave 4 | Salto Grande (Concordia)                                                                                     | 1 - 2         | Sportivo Ferroviario         | 0 - 1 | 1 - 1  |
| Llave 4 | Sportivo Ferroviario clasificó a la sexta eliminatoria; Salto Grande debió jugar la quinta eliminatoria.     |               |                              |       |        |
| Llave 5 | S. y D. Ascensión                                                                                            | 1 - 2         | Sports Club (Pergamino)      | 1 - 2 | 0 - 0  |
| Llave 5 | S. y D. Ascensión clasificó a la sexta eliminatoria; Sports Club debió jugar la quinta eliminatoria.         |               |                              |       |        |
| Llave 6 | Atlético Luján                                                                                               | 1 - 5         | Once Tigres (Nueve de Julio) | 0 - 3 | 1 - 2  |
| Llave 6 | Once Tigres clasificó a la sexta eliminatoria; Atlético Luján debió jugar la quinta eliminatoria.            |               |                              |       |        |
| Llave 7 | Independiente (Tandil)                                                                                       | 6 - 4         | Unión (Mar del Plata)        | 4 - 2 | 2 - 2  |
| Llave 7 | Independiente clasificó a la sexta eliminatoria; Unión debió jugar la quinta eliminatoria.                   |               |                              |       |        |
| Llave 8 | Huracán (Comodoro Rivadavia)                                                                                 | 6 - 2         | Centenario                   | 3 - 1 | 3 - 1  |
| Llave 8 | Huracán clasificó a la sexta eliminatoria; Centenario debió jugar la quinta eliminatoria.                    |               |                              |       |        |

### Quinta Eliminatoria
| Local - Ida                | Global | Local - Vuelta           | Ida   | Vuelta |
| -------------------------- | ------ | ------------------------ | ----- | ------ |
| Tiro y Deportes Río Grande | 0 - 4  | Sportivo del Bono        | 0 - 1 | 0 - 3  |
| Arroyo Seco A.C.           | 2 - 3  | Salto Grande (Concordia) | 1 - 1 | 1 - 2  |
| Atlético Luján             | 1 - 2  | S. y D. Ascensión        | 0 - 1 | 1 - 1  |
| Unión (Mar del Plata)      | 5 - 0  | Centenario               | 4 - 0 | 1 - 0  |

### Sexta Eliminatoria
| Local - Ida                  | Global | Local - Vuelta               | Ida   | Vuelta |
| ---------------------------- | ------ | ---------------------------- | ----- | ------ |
| Sportivo A.C. (Las Parejas)  | 3 - 0  | Sports Club (Pergamino)      | 3 - 0 | 0 - 0  |
| S. y D. Ascensión            | 1 - 4  | Sportivo del Bono            | 1 - 1 | 0 - 3  |
| Unión (Mar del Plata)        | 6 - 2  | Once Tigres (Nueve de Julio) | 4 - 1 | 2 - 1  |
| Huracán (Comodoro Rivadavia) | 5 - 3  | Independiente (Tandil)       | 4 - 1 | 1 - 2  |
| Atlético Concepción          | 3 - 1  | Deportivo Villa San Antonio  | 1 - 1 | 2 - 0  |
| Sportivo Ferroviario         | 1 - 3  | Salto Grande (Concordia)     | 1 - 1 | 0 - 2  |

### Finales
| Local - Ida                                                                     | Global | Local - Vuelta               | Ida   | Vuelta |
| ------------------------------------------------------------------------------- | ------ | ---------------------------- | ----- | ------ |
| Sportivo A.C. (Las Parejas)                                                     | 2 - 3  | Sportivo del Bono            | 1 - 1 | 1 - 2  |
| Sp. del Bono ascendió al Torneo Argentino B; Sportivo A.C. jugó la promoción.   |        |                              |       |        |
| Unión (Mar del Plata)                                                           | 4 - 6  | Huracán (Comodoro Rivadavia) | 4 - 3 | 0 - 3  |
| Huracán ascendió al Torneo Argentino B; Unión jugó la promoción.                |        |                              |       |        |
| Atlético Concepción                                                             | 3 - 1  | Salto Grande (Concordia)     | 2 - 1 | 1 - 0  |
| Atl. Concepción ascendió al Torneo Argentino B; Salto Grande jugó la promoción. |        |                              |       |        |

## Promociones
Integrada por los finalistas del T.D.I. y los equipos que debían disputar la promoción provenientes del T.A.B.

Se jugaron series entre un equipo del T.D.I. y uno del T.A.B. donde resultaba ganador el equipo con más cantidad de puntos o con mayor diferencia de gol. Cabe destacar que en caso de empate en puntos y diferencia de gol, el equipo de la división superior poseía ventaja deportiva y automáticamente ganaba la serie.
| Unión (Mar del Plata)                                        | 3 - 1 | Gimnasia y Esgrima (Ciudadela) | 15 de junio de 2008 |
| Gimnasia y Esgrima (Ciudadela)                               | 2 - 1 | Unión (Mar del Plata)          | 21 de junio de 2008 |
| Unión asciende al Torneo Argentino B con un global de 4 - 3. |       |                                |                     |

| Sportivo AC (Las Parejas)                                                     | 2 - 1 | Sol de América            | 21 de junio de 2008 |
| Sol de América                                                                | 1 - 0 | Sportivo AC (Las Parejas) | 29 de junio de 2008 |
| Sol de América se mantiene en el Torneo Argentino B por la ventaja deportiva. |       |                           |                     |

| Salto Grande (Concordia)                                              | 0 - 0 | Trinidad (San Juan)      | 22 de junio de 2008 |
| Trinidad (San Juan)                                                   | 4 - 0 | Salto Grande (Concordia) | 29 de junio de 2008 |
| Trinidad se mantiene en el Torneo Argentino B con un global de 4 - 0. |       |                          |                     |